# ディーゼル自動車

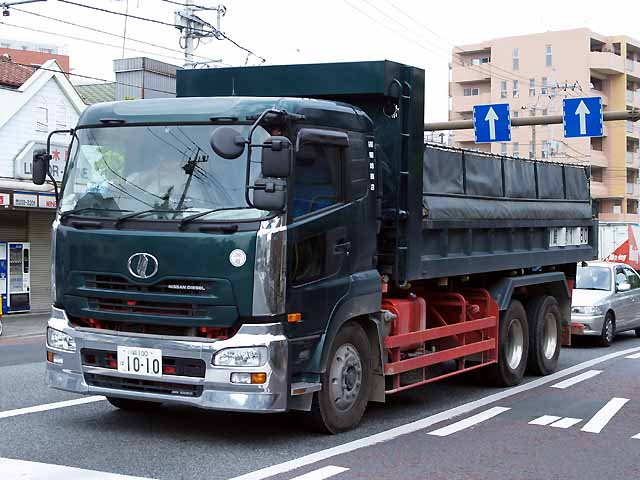
ディーゼルトラック(UD・クオン)

ディーゼル自動車（ディーゼルじどうしゃ, diesel car）とは、ディーゼル機関を動力とする自動車。燃料に軽油を用いることから、軽油車と呼ばれることもある。

## 概要

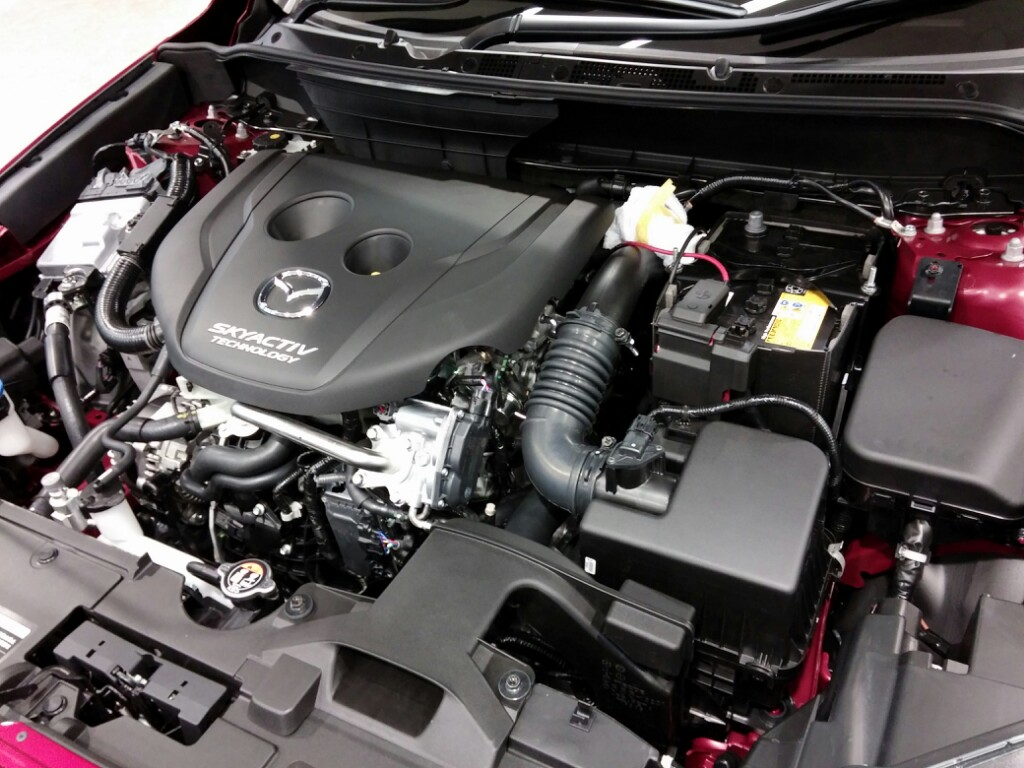
ディーゼルエンジン内部(マツダ・SKYACTIV-D)

ディーゼルエンジンは、空気を圧縮して燃料の発火温度を超える状態にしたシリンダーの中に、軽油などの燃料を霧状に噴出して燃焼させる。ガソリンエンジンとの違いは、点火装置がなく、高圧で圧縮して燃料を自然発火させる点である。
特徴としてピストンスピードが低い状況でも大きなトルクが得られ、回転数を上げる必要がないため機械的な駆動損失を抑えられる。さらに巡航（軽負荷）時の空燃比は20：1から60：1程度となるため熱効率が高く、従って燃費はガソリンエンジンより優れている。加えて地球温暖化の原因とされるCO2（二酸化炭素）の排出量も同排気量のガソリンエンジンより少ないため、環境技術の一つとして取り扱われる場合もある。
ただしCO2は少ない代わりに粒子状物質（PM）や窒素酸化物（NOx）を大量に空気中に排出するため、CO2より直接的に大気を汚染してしまうデメリットがある。またPMのエンジン内部の堆積による故障のリスクとそれを緩和するためのコストが増大するといったデメリットもあるため、ガソリン車に比べると開発や運用をする上で気を使う部分が多い。
ディーゼルエンジンはトラック・バス・重機などの業務用大型車については国を問わず広く普及しているが、乗用車用についてはその地域の排ガス規制や道路環境などの問題もあり、人気がある地域（欧州・インド）と無い地域（日米）の差が激しい。加えてEVシフトの風潮や排ガス規制対応の厳しさなど世界的な時流から、乗用車用ディーゼルをめぐる状況は流動的であり、近年は欧州・インドでも急激にシェアを落とし始めている。

## 歴史
ディーゼルエンジンは、機械的に堅牢であること、着火に電気が不要なこと、熱効率が良い結果、燃費に優れ、また排出ガスも比較的安全（当時は触媒がなく、ガソリン車の排気はそれこそ有毒ガスであった）なことから、自動車への適用が開発の初期から期待された。しかしながら、初期のディーゼルエンジンは燃料噴射に圧縮空気を用いており、そのために空気圧縮機を備えなければならず、車載に適した小型ディーゼルエンジンの開発は困難であった。
結果、実際にディーゼル自動車が市販されたのはガソリン自動車よりも遅い1920年代で、無気噴射式の高速ディーゼルエンジンの実用化が鍵となった。
1924年にドイツのメーカー2社がそれぞれ別の方式で実用化したのが最初である。ベンツ（後のダイムラー・ベンツ、現・メルセデス・ベンツ）が予燃焼室式エンジンを、またMANが渦流室式エンジンをそれぞれ実用化して発表。これらはトラックやバス用の動力として利用され、そのトルク特性と経済性によって市場の支持を集めて行くことになる。
乗用車への搭載試作も1920年代から始まっていたが、振動の激しさと小型化の困難がネックとなって市販されるに至らず、市場に出た最初は1936年発売のメルセデス・ベンツ260D（W21（英語版））であった。ガバナー付きの燃料噴射ポンプを採用したことにより、低回転でのトルク特性が向上し、従来のディーゼルエンジンよりも扱いやすくなった。水冷直列4気筒、排気量2,550 cc、出力45 HP/3,000 rpmの予燃焼室式ディーゼルが搭載されたが、ガソリンエンジンに比べて速度性能が劣り、振動（特にアイドル時）や騒音も大きいことから、タクシーなど業務用途での利用が想定されていた。それにもかかわらず、省燃費性能の優秀さからオーナードライバーの支持をも得て、予想外の人気モデルとなった。
第二次世界大戦前後を通じて、主要各国はトラック・バスを中心にディーゼルエンジンの導入を積極的に推進し、大排気量化が容易で経済性に優れることから、1960年代までに大型商用車においてディーゼルエンジンは世界的主流となった。現在までその傾向は続いており、現状の技術では代替可能な動力機関が存在しないことから今後もディーゼル自動車主流の情勢は動かないと考えられるが、大排気量高速ディーゼル機関の排出ガスは環境悪化の一因であることが指摘されており、各国で程度の差はあるものの排出ガス浄化対策が進められている。
一般に、自動車用の小型高速ディーゼルエンジンは、開発が難しいとされる。高圧の軽油を直接シリンダー内に噴射するため、ボアが小さいとシリンダー壁面に軽油が直接付着しやすくなり、燃料が有効に利用されずに効率が落ちるほか、排気ガス中のHCやCOが増えるためである。そのような背景がある中でもダイムラー・ベンツやプジョーが積極的で、中でもプジョー・204の1.3リッターエンジンは当時最小のディーゼルとして注目された。これに触発されて日本でも研究が始まり、1958年に初代トヨタ・クラウンに追加されたのが、乗用車用ディーゼル第一号となった。ダイハツ・シャレードは1983年に1.0リッター3気筒ターボという当時の史上最小排気量のディーゼルを開発し、燃費は当時の測定方法（60km/h定地）で35km/Lを叩き出した。

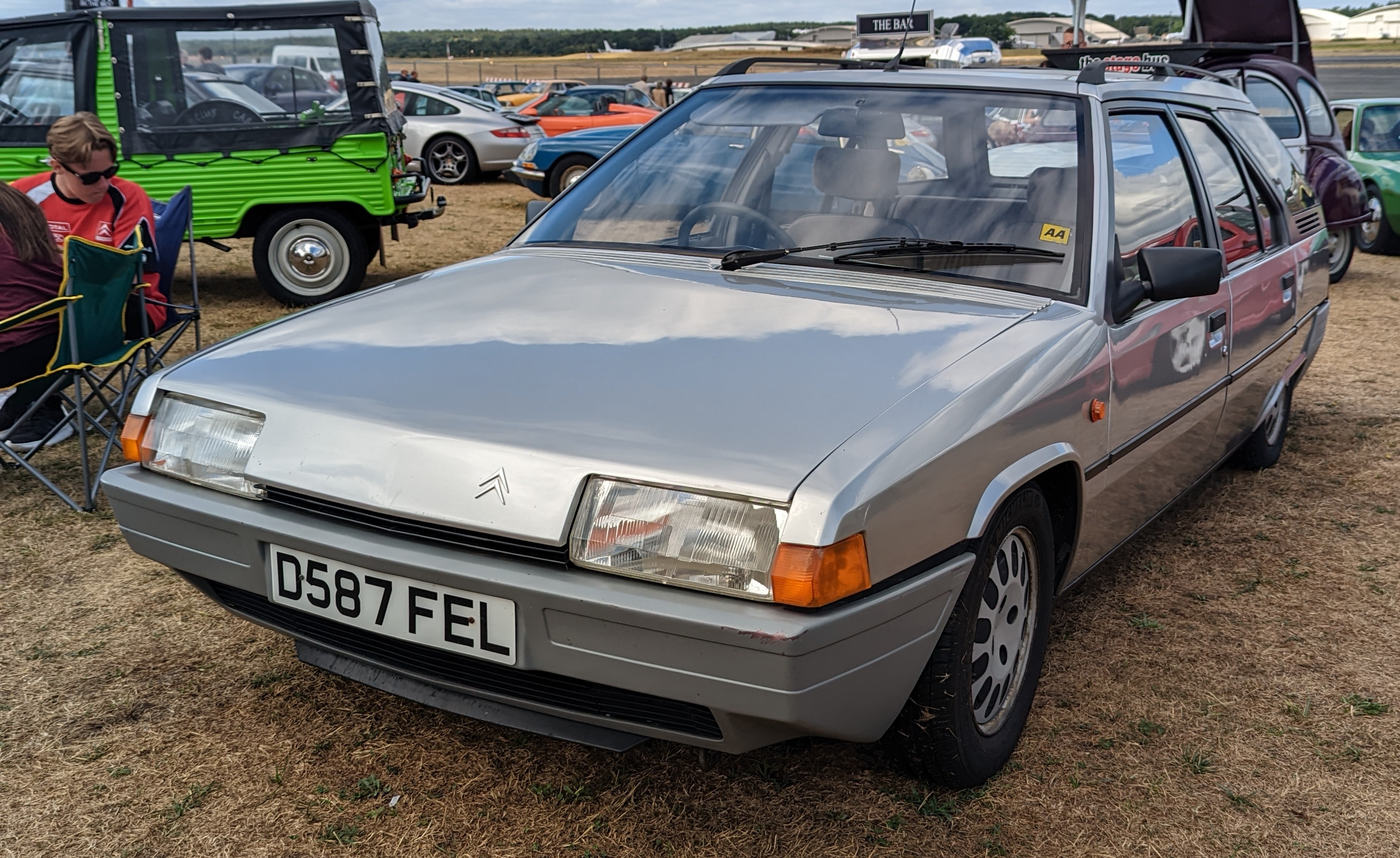
シトロエン・BXのディーゼル車

1970年代のオイルショックは、燃費に優れるディーゼルエンジン乗用車の普及を著しく促した。ヨーロッパでは1973年のディーゼル車のシェアは2.5%に過ぎなかったが、1975年に4.1%に増加。1980年には8.6%、1983年には11%とシェアを急速に拡大していった。そして1988年のシトロエン・BXと1989年プジョー・405が、過給器との組み合わせと、自動車自体の出来の良さにより、ディーゼル車のブレイクスルーを引き起こした。同じ頃、フィアットやアウディ、ローバーなどが直噴のディーゼル車を投入し始めた。
ヨーロッパではこの流れが続いて新車のシェアは50%に到達。新技術の導入によってガソリンエンジン車に比した場合の性能的劣位が克服されつつあるばかりか、ターボチャージャーとの組み合わせにより、トルクの大きさとトルクバンドの広さはガソリンエンジンのそれを大きく上回っており、使い勝手でも優れたものを実現した。
なおアメリカ合衆国でも1970年代からGMが乗用車ディーゼルに取り組んだが、コストダウンが原因で信頼性の問題が酷いというイメージがついてしまい、その普及は限定的なものに留まった。

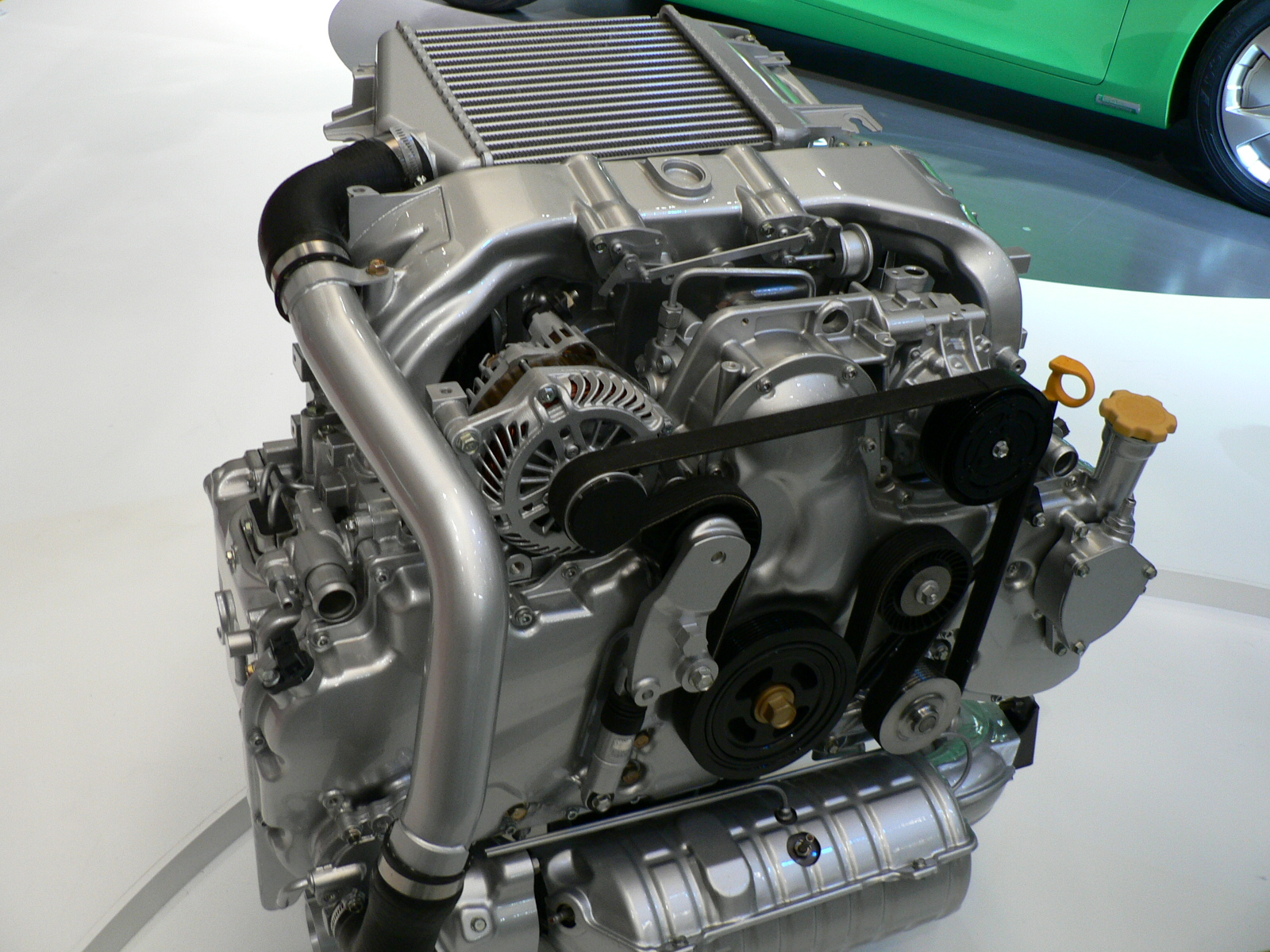
SUBARUの水平対向4気筒ディーゼルエンジン

日本ではオイルショック後、走行距離が伸びる傾向の北海道など一部地域で普及し一定のシェアを得ていたが、その後の自動車排出ガス規制強化によって排気ガス浄化の困難さから、メーカーによる日本国内向けラインナップの縮小が進んだことで結果的に市場から撤退となり、1990年代以降から2000年代においてディーゼル乗用車市場は壊滅状態となっていた。一方で欧州では市場の需要にあわせて、日本車メーカー各社がディーゼルエンジン乗用車の開発に励んだ。
大型自動車と乗用車に共通する課題は排出ガスの環境影響であり、各国のメーカーが取組を続けているが、根本的な解決には至っていない。2015年のフォルクスワーゲンの不正（後述）や、それによって公害とディーゼルの問題が結び付けられるようになると、欧州でもディーゼルのイメージは悪化し、徐々にシェアは低下。欧州では2021年に初めてディーゼル車の新車シェアがハイブリッド車を下回った。

## エンジンの特徴
スパークプラグで一瞬で爆発させるガソリンエンジンとは異なり、ディーゼルエンジンの燃焼は自然発火に依るため、気筒内における爆発の場所や時期はバラバラである。そのようなエンジンで理論空燃比で燃料を噴射すると、燃え残りが多く発生して黒煙が凄まじいことになるため、全域でリーンバーンにすることを強いられる。
そうした事情から同排気量のガソリンエンジンと比較してトルクが低いため（約7割）、やや排気量の大きいエンジンを用いる必要があった。こうした特性を考慮して、排気量で税金が決まる国では、ディーゼルについては優遇措置が取られる場合もあった。
前述した通り1980年代頃までは自然吸気のディーゼルは広く用いられたが、負荷変動の大きい自動車においてディーゼルと自然吸気の組み合わせは良好とは言えず、年を追うごとに厳しくなる排気ガス規制のクリアしつつ、出力も維持するのが難しくなった。この2つを両立する方法として、過給器が用いられたのである。過給器によって出力の問題が解決するのはもちろん、空気を気筒に大量に送り込むことで黒煙を減らし、吸入気体の体積増加により熱を吸収することで燃焼温度も下げてNOxを減らすことができた。加えてディーゼルエンジンは基本的にノッキングを起こさない（ほぼ圧縮完了した直後に燃料が噴射されるため）ことから、理論上はエンジンの強度の限界まで過給圧が高められる。こうした相性の良さから、現在新車市場に出回っているディーゼル自動車は全て過給器（ターボ）付きとなっている。
窒素酸化物の低減のためガソリンエンジンより多量の排気再循環（EGR）が行われている。EGRにより燃焼温度が下げられ燃焼室内での窒素酸化物の発生量が抑えられるが、EGRを行うと吸気中の酸素が減るため出力維持のためには過給が必須となる。窒素酸化物の低減には圧縮比を下げることも有効であり、特別なNOx後処理装置なしで日欧の排出ガス規制をクリアしたマツダ・SKYACTIV-Dでは14.0:1と14.8:1となっている。単純に圧縮比を下げただけでは熱効率や始動性が悪化するので、バルブタイミングと噴射タイミングの変更や噴射ノズルの改良が必要である。
通常、ディーゼルエンジンでもガソリンエンジンと同様に、吸気バルブは下死点後に閉じる。これは吸気には慣性があるため下死点で閉じるよりも下死点を過ぎてから閉じる方が充填効率を高めることが出来るからである。だが、低回転域では吸気を押し戻す作用もあって実効圧縮比が低下することになり、始動性は悪くなり、圧縮比自体を高くしなければならない。現在では吸気バルブを閉じるタイミングを下死点に近づけ、低回転での実効圧縮比を高めている。圧縮比自体を低くすることにより窒素酸化物の生成量を抑えられ、EGR量を減らすことが可能になり、高出力化にも繋がっている。また、三菱自動車のように可変バルブ機構を用い、低回転でのバルブタイミングを変更することにより、圧縮比を下げるという試みもされる様になっている。
ディーゼル燃料の引火点はガソリンに比べて高く、事故時の安全性は比較的高い。そのため、攻撃を受けることを前提とした軍用車両や、事故を起こすと大惨事になりやすい薬品や燃料の輸送車などは、ディーゼルであることが多い。

## 問題点

### 環境対応

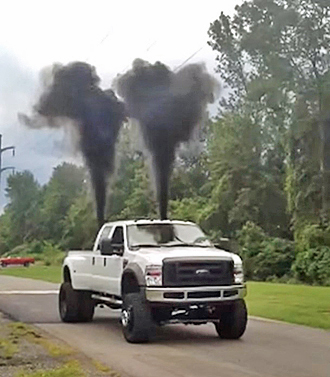
ディーゼルエンジンの排気

ディーゼルは排出ガス中に「煤」などのPMが多く含まれ、いわゆる「黒煙」となる。PMをDPFなどで捕捉しても、常に酸素過多の状態（リーンバーン）で運転される特性上、ガソリンエンジンのように三元触媒を使えないため有害排出ガスの浄化が難しい。熱効率を追求し完全燃焼させると排気ガス中のNOxが増えるという点ではガソリンエンジンと同じだが、触媒での浄化が難しいため、結果として比較的多くのNOxを排出してしまう。ガソリン車に比べ悪臭がするのは、このためである。
世界保健機関（WHO）はディーゼル排出ガスを肺癌を誘発する‘1級発ガン物質’（グループ1）に分類した。これはたばこの煙、酒、石綿、プルトニウム、ヒ素などと同じである。アメリカ国立がん研究所（NCI）が1万2000人の鉱夫を調査した結果、ディーゼル排出ガスに強く露出した非喫煙鉱夫の肺癌発生率が一般非喫煙者の7倍であり、間接喫煙よりディーゼル排気ガスを吸うことの方が危険だとしている。WHOの付属機関である国際がん研究機関は膀胱癌のリスク増大にも「明らかな関連性」があると発表している。
また、ディーゼル自動車の排ガスが花粉症を引き起こす一つの原因とされる調査結果があるが、東京都の依頼を受けて調査を行ったディーゼル車排出ガスと花粉症の関連に関する調査委員会は、平成15年5月に「ディーゼル車排出ガスの曝露が花粉症患者の割合を増加させているという疫学的証明は得られなかった」と発表している（後述するが、当時の石原都知事がディーゼル車の大規模な排ガス規制を断行した）。
PMとNOxは燃焼状態により発生状況が異なるため、現状では片方を減らそうとすれば、もう片方が増加してしまう。大量のEGRと噴射を数回に分けることで燃焼時の急激な温度と圧力の上昇を防いでNOxの発生を抑え、さらに、DPFでPMを捕捉する方式が商用車と乗用車で実用化されている。NOxについては、排気に尿素水を噴射し、一旦アンモニアを生成し、それを触媒によって窒素と水に還元する尿素SCR還元システムがトラックとバスで実用化され、一部の乗用車にも採用されている。
トヨタのDPNRはDPFにNOx吸蔵還元触媒の機能を追加、PMの浄化時にNOxも同時還元できる。欧州向けの乗用ディーゼルと国内のトラックに採用されている。2006年9月、ホンダは乗用車用に適した二層構造のNOx吸蔵還元触媒を発表した。これはアンモニアを触媒内部で生成するもので、従来の触媒より効率良くNOxを還元できる。2007年8月に日産も二層構造のNOx吸蔵還元触媒を発表した。吸着したHCにO2を加えてNOxを還元する。2008年4月にフォルクスワーゲン（VW）は高圧と低圧の2つのEGRを組み合わせたシステムにDPFやNOx吸蔵還元触媒を組み合わせて米国の排ガス規制をクリアするシステムを発表した。ただしフォルクスワーゲンのディーゼル自動車は、排出ガス規制を不正にごまかしていたことが2015年に判明した（排出ガス規制不正問題参照）。このスキャンダルにより、全メーカーのディーゼル自動車の実際の環境対応性能について強い疑念が生じることとなった。
スペースに余裕のあるトラックやバスではNOxの発生を抑えてDPFを適用してPMを浄化するか、PMの発生を抑えて尿素SCR還元システムでNOxを吸収するという方法で規制をクリアしている。
近年ディーゼル乗用車が数を減らしているのは、ガソリンに比べてディーゼルは上述のような法律に左右されやすく、企画段階では法規制をクリアしていても数年後法律対応ができないというリスクがある、というのも理由となっている。

### 給油について
ディーゼルは寒冷環境下では燃焼室内の温度が上がりづらく、始動性が悪化するため、副室式ではグロープラグ、直噴式ではインテークヒーターなどを使い、数秒から数十秒のプレヒートを行い、始動直後も安定燃焼のためのアフターヒートが必要となる。逆に、キャブレター式のガソリンエンジンが始動できないような極低温時でも、ディーゼルエンジンは予熱さえ行えば始動させることができる。
ただし、ガソリンに比べ軽油燃料は基本的に粘性が高く、低温環境では蝋分が析出して流動性が損なわれるため、寒冷地向けに調整された燃料を用いる配慮が必要となる。つまり豪雪地帯を走る時は、現地で寒冷地対応の燃料を補給することが推奨される。
また大陸で低圧縮比のいわゆる「クリーンディーゼル」車を使用している場合、国による燃料の成分の違いから実力が発揮できなかったり故障の原因にもなったりするため、国境を超えるのは注意が必要となる（高圧縮比で粗悪な燃料も想定に入れている場合はこの限りではない）。

### その他
- エンジンをより頑丈にする必要があり、加えて過給器やインタークーラーなどの補機類、車種によってはAdBlueも必要とするため、製造コストがガソリンより高くなりがちで、従って自動車の販売価格も高くなりやすい。
- また上記理由から、重量が大きくなりやすい[注釈 5]。
- 同じようにコストと重量が嵩みやすいハイブリッドシステムと組み合わせるのが、特に乗用車ディーゼルでは難しい。
- 過給器付きのためエンジンオイルの交換頻度は比較的多く、しかもそのオイルはディーゼル専用で高価。さらにAdBlueの補充やDPF再生での燃料噴射などもあって、ディーゼルの美点である燃費の良さと燃料代の安さが、そっくりそのまま維持コストの安さとはならない。
- 機関の運転音や振動が大きく、特に「カラカラ音」と形容されるアイドリング時の音は、人によっては不快感を覚える場合がある。
- 上記のPMがエンジン内部に溜まると故障の原因になる。それを防ぐにはDPF再生を行う必要があるが、一定期間ごとにある程度の距離を連続して走らせないと十分なDPF再生は行われないため、近所だけで自動車を用いたいという消費者には推奨されない。

## 法規制
日米欧におけるディーゼル規制をあげる。
- 日本 ‐ 2009年施行 「2009年規制」
- 欧州 ‐ 2008年導入 「ユーロ5（Euro 5）」規制（欧州連合指令 European Union Directive）
- 米国 ‐ 2009年実施 「Tier II Bin5」規制（環境保護庁（EPA））

### 排出ガス規制値の一覧
（小型ディーゼル乗用車の場合、g/km）
| 新車排出ガス規制            | CO    | NMHC*    | NOx   | PM    |
| --------------------------- | ----- | -------- | ----- | ----- |
| 2009年規制（日本） 2009年   | 0.63  | 0.024    | 0.08  | 0.005 |
| ユーロ5（欧州） 2008年      | 0.50  | 0.068    | 0.18  | 0.005 |
| Tier 2 Bin 5（米国） 2007年 | 0.003 | 制限無し | 0.044 | 0.006 |

- NMHC = Non - Methane hydrocarbons（非メタン炭化水素）

### 日本における排出ガス規制
1. 短期規制（1993年）
2. →長期規制（1997年）
3. →新短期規制（2002年）
4. →新長期規制（平成17年排出ガス規制、2005年）
5. →ポスト新長期規制（平成22年排出ガス規制、2009年）

上記のように、段階的な自動車排出ガス規制が実施されている。
2002年（平成14年）施行の「新短期規制」を達成していないディーゼルエンジンを搭載した、用途が貨物かつ初度登録から7年を経過した車両は首都圏や兵庫県の一部に設定された特定地域に乗り入れができない。地域によって規制値は異なり、首都圏については中量貨物車のPM値について新短期規制の2分の1となる。
また2009年（平成21年）1月より、後述の自動車NOx・PM法（通称車種規制）を達成しないディーゼル車について、大阪府でも着発規制が行われる。
新短期規制は、規制物質によってはガソリン車のおよそ3倍が許容される内容であった。2009年（平成21年）規制において、ガソリン車に追いつくまでの水準となっている。
特定地域を対象にして1992年（平成4年）に制定された自動車NOx・PM法により、首都圏・中京圏・近畿圏に指定された地域を使用の本拠とする車両は、上記の新短期規制と同程度の基準（車両総重量2.5 t以下の貨物自動車および乗用車の場合（重量車では長期規制並みの基準となる）、ただし車両総重量2.5 t以下の貨物自動車および乗用車のPM規制値については新短期規制値の2分の1）を達成していなければ、新規登録および初度登録から8 – 12年目（車種によって異なる）以降は車検継続ができず、使用継続できない。
さらに2003年（平成15年）10月から、首都圏1都3県（東京都・埼玉県・千葉県・神奈川県）で実施されたディーゼル車規制条例では、国の規制を満たさないディーゼル車が島嶼部（伊豆諸島・小笠原諸島）以外の都内全域で運行することを禁止している。それにより公害の状況が改善された。
関連制度
- 超低PM排出ディーゼル車認定制度 - 対象は車両重量3.5トンを超えるディーゼル自動車
- 低排出ガス車認定制度 - 乗用車も対象だが、ディーゼル自動車の認定例はない
- 重量車燃費基準 - 重量車（大型のバス・トラック等）を対象とし、2015年度を基準値達成目標とする

#### 排出ガス規制と識別記号の一覧
国土交通省は、自動車排出ガス規制の識別記号を定めている。
| 国の新車排出ガス規制            | 識別記号- |
| ------------------------------- | --- |
| 短期規制以前 1993年以前         | 識別記号がない1979年頃までに製造された車 |
| 短期規制以前 1993年以前         | K-, N-, P-, Q-, S-, U-, W-, X-, Y-, KA-, KB-, KC-, KD- |
| 長期規制 1997年                 | KE-, KF-, KG-, KH-, KJ-, KK-, KL- |
| 長期規制 1997年                 | （ハイブリッド）HA-, HB-, HC-, HD-, HE-, HF-, HM- |
| 長期規制 1997年                 | （平成12年基準低排出ガス車）DA-, DB-, DC-, DD-, DE-, DF-, DG-, DH-, DJ-, DK-, DL-, DM-, DN-, DP-, DQ-, DR-, DS-, DT-, DU-, DV-, DW- |
| 長期規制 1997年                 | （ハイブリッド・平成12年基準低排出ガス車）WA-, WB-, WC-, WD-, WE-, WF-, WG-, WH-, WJ-, WK-, WL-, WM-, WN-, WP-, WQ-, WR-, WS-, WT-, WU-, WV-, WW- |
| 新短期規制 2002年               | KM-, KN-, KP-, KQ-, KR-, KS- |
| 新短期規制 2002年               | （平成12年基準低排出ガス車）TF-, LF-, UF-, TG-, LG-, UG-, TH-, LH-, UH-, TJ-, LJ-, UJ-, TK-, LK-, UK-, TL-, LL-, UL-, TM-, LM-, UM- |
| 新短期規制 2002年               | （超低PM排出車）PA-, PB-, PC-, PD-, PE-, PF-, PG-, PH-, PJ-, PK-, PL-, PM-, PN-, PP-, PQ-, PR- |
| 新短期規制 2002年               | （ハイブリッド）HT-, HU-, HW-, HX-, HY-, HZ- |
| 新短期規制 2002年               | （ハイブリッド・平成12年基準低排出ガス車）XF-, YF-, ZF-, XG-, YG-, ZG-, XH-, YH-, ZH-, XJ-, YJ-, ZJ-, XK-, YK-, ZK-, XL-, YL-, ZL-, XM-, YM-, ZM- |
| 新短期規制 2002年               | （ハイブリッド・超低PM排出車）VA-, VB-, VC-, VD-, VE-, VF-, VG-, VH-, VJ-, VK-, VL-, VM-, VN-, VP-, VQ-, VR- |
| 新長期規制 2005年               | ADB-, ADC-, ADE-, ADF-, ADG-, AKG-, CDB-, CDC-, CDE-, CDF-, DDB-, DDC-, DDE-, DDF-, BDG-, BKG-, NDG-, NKG-, PDG-, PKG- |
| 新長期規制 2005年               | （ハイブリッド）ACB-, ACC-, ACE-, ACF-, ACG-, AJG-, CCB-, CCC-, CCE-, CCF-, DCB-, DCC-, DCE-, DCF-, BCG-, BJG-, NCG-, NJG-, PCG-, PJG- |
| 新長期規制 2005年               | 平成17年排出ガス規制を参照。 |
| 重量車燃費基準 2015年           | 重量車燃費基準を参照。 |
| ポスト新長期規制 2009年         | LDA-, LDE-, LDF-, LDG-, LKG-, LPG-, LRG-, LTG-, QDA-, QDE-, QDF-, QDG-, QKG-, QPG-, QRG-, QTG-, MDA-, MDE-, MDG-, MKG-, MPG-, MRG-, MTG-, RDA-, RDE-. RDF-, RDG-, RKG-, RPG-, RRG-, RTG-, SDA-, SDE-, SDF-, SDG-, SKG-, SPG-, SRG-, STG-, TDA-, TDE-, TDF-, TDG-, TKG-, TPG-, TRG-, TTG-                 |
| ポスト新長期規制 2009年         | （ハイブリッド）LCA-, LCE-, LCF-, LCG-, LJG-, LNG-, LQG-, LSG-, QCA-, QCE-, QCF-, QCG-, QJG-, QNG-, QQG-, QSG-, MCA-, MCE-, MCG-, MJG-, MNG-, MQG-, MSG-, RCA-, RCE-. RCF-, RCG-, RJG-, RNG-, RQG-, RSG-, SCA-, SCE-, SCF-, SCG-, SJG-, SNG-, SQG-, SSG-, TCA-, TCE-, TCF-, TCG-, TJG-, TNG-, TQG-, TSG- |
| ポスト新長期規制 2009年         | 平成22年排出ガス規制を参照。 |
| ポスト・ポスト新長期規制 2016年 | 2DG-, 2KG-, 2PG-, 2RG-, 2TG-, 3DA-, 3DE-, 3DF-, 4DA-, 4DE-, 4DF-, 5DA-, 5DE-, 5DF-, 6DA-, 6DE-, 6DF- |
| ポスト・ポスト新長期規制 2016年 | （ハイブリッド）2CG-, 2JG-, 2NG-, 2QG-, 2SG-, 3CA-, 3CE-, 3CF-, 4CA-, 4CE-, 4CF-, 5CA-, 5CE-, 5CF-, 6CA-, 6CE-, 6CF- |

## 各国の普及状況
上記項目で述べてきた通り、1970年頃は各国でディーゼル車は商用車・大型車においては主流であったが、乗用車や小型車ではその比率はわずかであった。1970年代の石油危機以降は熱効率の高いディーゼル乗用車が登場し、一部地域で急激にシェアを伸ばした。
ディーゼル乗用車の普及状況は各国で大きく異なり、西欧やインドでは乗用車の新車登録の半数以上がディーゼル車であるが、中国・米国・日本などでは数%でしかない。世界の小型・大型、乗用・商用を含めたディーゼル車の約半分が欧州で販売されており、乗用車に限ってみると3分の2が欧州で販売されている。次いでインドが15%で、欧州とインドでディーゼル乗用車の約8割が販売されている。
2007年の世界の新車販売台数（乗用車およびピックアップ）は6621万台で、ディーゼル車はその23.6%の1366万台であった。以降、西欧ではディーゼル車の比率が現状維持で販売台数は横ばいで推移するが、東欧、アジア、北米で増加し、2017年には2倍以上の2893万台となりシェアは31.4%となるとの予測も出されている。
低燃費車としてよくディーゼル車と対比されるハイブリッド車の世界販売は、2007年には約50万台とディーゼル乗用車の20分の1以下であった。2012年のハイブリッド車の販売は162万台で、その半分の約86万台は日本向け、約25%の43万台が米国向け、西欧向けは約13万台で、世界的にはディーゼルが優勢に思われた。しかしその後排ガス規制をめぐる不正事件（後述）を契機に、欧州でもハイブリッドが優位となり、2022年にディーゼルのシェアをハイブリッドが逆転した。

### 排ガス規制検査不正問題
自動車が合理的に発生すると予想することができる条件下で、排出制御システムの効率を低下させる任意の装置を「ディフィートデバイス」と、排出ガスを著しく悪化させるエンジン制御を「ディフィートストラテジー（defeat strategy）」と呼ぶ。ディフィートデバイスはアメリカ合衆国およびEUでは違法である。
最も有名なのがフォルクスワーゲン（VW）による不正である。2015年9月18日、アメリカ合衆国環境保護庁（EPA）は、VWの一部のディーゼルエンジン搭載車でこのディフィートデバイスを使った不正が行われていたことを公表した。9月20日にはこの不正を認める声明をVWグループのCEOが出した。検査にかけられていることをECUが判断し、その間は排ガス浄化装置をフル稼働して排ガス基準を達成するが、通常走行時は装置を十分に稼働させずに「完全燃焼」を優先、その結果、窒素酸化物が最大で規制値の40倍となる場合もあるとされた。浄化装置を常時フル稼働させると出力、燃費、および部品寿命の悪化があるためと推測される。同型エンジン搭載車はグループ企業のアウディも含め、アメリカ合衆国で約50万台、全世界で約1,100万台にのぼり、不正に対する課徴金、機器の改修費用、顧客への賠償、民事訴訟等による経営・販売環境の悪化が懸念されている。またこれ以降欧州の政治や自動車メーカーたちは急激なEVシフトへと向かい、ディーゼルエンジンはおろか内燃機関そのものの在り方へも大きな影響を及ぼした。
なお、ディーゼル車のテスト時と実走行時の汚染物質排出量の著しい乖離について、VWの不正がEPAにより告発される以前から、ICCT （International Council on Clean Transportation）により繰り返し指摘されてきた。だが走行中の車に搭載できるポータブル測定装置の未熟さや、実走行時で完全に同一な試験条件を適用することの困難などを理由に、見過ごされてきた。
日本でもディフィートストラテジーは問題視されてきた。2011年6月、いすゞ自動車のフォワードがエンジン制御のソフトウェアによって排ガス規制を無効化している事実を東京都が発見して公表。これにより当該車種はリコールとなった。この事態を重く見た国土交通省は「オフサイクルにおける排出ガス低減対策検討会」を立ち上げ、2012年3月30日に答申を受けている。この答申に基づいた施策として2013年10月1日、3.5tを超える貨物自動車にディフィートストラテジーを適用することを禁止した。ただしこの規制では乗用車は適用外であり、その事実はフォルクスワーゲンの問題が顕在化した後に報道された。乗用車が適用外となっている理由を国土交通省は「乗用車で不正が行われるとは想定していなかった」ためと説明している。
日野自動車も2022年に排ガス・燃費の認証手続きで不正が発覚し、ラインナップのほとんどが出荷・停止となった。
これらの不正は、ディーゼルエンジンがいかに排ガスを規制値内に抑えるのが難しいかを物語っており、ディーゼル車そのものの先行きを不透明にする最大の要因でもある。

### ヨーロッパ
米国に匹敵する自動車市場を抱えるヨーロッパでは乗用車の新車登録におけるディーゼル車の割合は1990年には、フランス30%強、ドイツ・スペイン約15%、英国・イタリア6 - 7%等で、西欧全体では十数%であったが、1999年には30%、2002年には40%と急上昇し、2013年には5割を超えている。自動車メーカー各社から小型車（排気量1.4リットル前後）から2リットル超クラスまで様々なディーゼル車が提供されている。フォルクスワーゲン、PSA、ルノー、欧州フォード、BMW、ダイムラー（販売台数順）では乗用車販売の6割はディーゼル車となっている。フィアットは5割、欧州GM（オペル）は4割、日本国内でほとんどディーゼルを販売していない日系メーカーでも欧州販売の約4割はディーゼル車となっている（2006年）。なおヨーロッパの乗用車販売における日本車のシェアは2010年時点で約1割程で、トップのトヨタでも第9位の4.4%でしかない。
21世紀に入り先述の各国の中でもフランスおよびスペインではディーゼル乗用車は新車販売の70%に達し、90年頃はまだ比率の低かったドイツ・英国・イタリアにおいても新車登録の半数以上がディーゼル車となり、2013年には西欧（EU 15カ国とEFTA 3カ国）全体でも50%を超えていた。東欧においては市場自体が成長中であり、ディーゼル車は増加すると予想されていた。
西欧18カ国では2004年以降、毎年6-7百万台のディーゼル乗用車が販売されていた。商用車においては乗用車よりディーゼルの比率は高いので、自動車全体でのディーゼルの比率はさらに大きくなる。このディーゼル車の高い普及率から軽油とガソリンの需要が逆転しており、ディーゼル車用の燃料として軽油のほかバイオディーゼル燃料の開発も進んでいるが、ガソリンは域外へ輸出という状況になっている。
欧州では硫黄分の少ない軽油が使用され、酸化触媒とパティキュレートフィルターが普及している。また欧州を中心とした超低PM排出ディーゼル車・スーパークリーンディーゼル車などの技術革新により騒音の低減や煤煙、有害な排出ガスは軽減したとされていた。
しかし2015年9月のフォルクスワーゲンの不正発覚以降はディーゼル車は大きくシェアを落とすこととなる。シュピーゲルの報道によれば、2016年9月23日、ドイツ上院が、ガソリン車やディーゼル車など温室効果ガスを排出する現在主流の乗用車を2030年までに、欧州連合域内で販売できなくするように欧州委員会に促す決議を行ったことが分かった。
2017年にはディーゼル車が新車販売の半数を占めていた英国では、2019年までのたった2年間にディーゼル車のシェアが27%にまで急落し、中古車価格も激しい値崩れを起こした。

#### 欧州と日本の違い
米国と日本は窒素化合物を有害視するのに対し、欧州では二酸化炭素の排出量を重要視する。
同排気量で比較した場合、ディーゼル車の方が燃焼効率が良いため少ない燃料で走れること、また二酸化炭素の排出量が少ない事、という利点があり、燃料価格はガソリンと軽油とでは同一もしくは軽油の方が高い（例・スイスでは軽油の方が高い）、という状況ではありながらも手放す際により高い価格で売れること、平均的に年間2万キロは走るため燃費で元がとりやすいこと、低速からのトルクが太く日常使用で乗りやすいこと、といった使用環境上の理由からディーゼル車の購入層は増えている。
ただし「欧州で問題になっている排気ガス問題」とは一部の日本のマスコミで誤って報道されたが（2006年度毎日新聞報道）、ディーゼル車によるものではなく、旧態ガソリン車によるところが多い。現在でも欧州では触媒のついていない車を経済的な理由から使用している家庭が多く、よって旧式ガソリン・ディーゼルエンジン車が多数走行しているのが原因である。故に例えばイタリアのローマ、ミラノなどでは冬期間にユーロ0などの旧式のエンジンの車の使用を州条例で禁止している。主流で使われているヨーロッパのディーゼルエンジンはコモンレール式であり、DPFも普及していることから、排出ガスの観点からみるとガソリン車と遜色がないはずであった。環境規制（排出ガス規制）は、前述の「ユーロ5」が全新型車に適用されるのが2011年から、さらに次世代の規制である「ユーロ6」が2015年からとなっている。メーカー各社で、ユーロ5、ユーロ6に対応したディーゼル乗用車の開発をおよび発表を進めているが、フォルクスワーゲンの不正発覚により、実際には米国の規制値の40倍を超える汚染物質を垂れ流す不正なディーゼルエンジン車が流通していることが明らかとなった。

### インド
インドの自動車市場は黎明期にあり、2010年の全自動車保有台数は約2,000万台（軽量車1,500万台、重量車500万台）と米国2.4億台の1割以下、中国の7,600万台の約4分の1でしかなかったが、2030年にかけて乗用車の保有台数は約7倍となり1億台を超えるとの見通しも出されている。
インドは欧州に次ぐディーゼル乗用車の市場であり、2012年の乗用車新車登録の半分はディーゼル車となっている。インドでは排気量1リットル以下から1.4リットルクラスの小型ディーゼル車が多く供給されている。
2014年現在、マルチ・スズキが自社製品に搭載するディーゼルエンジンをフィアットから調達している。スズキでは、800ccクラスの2気筒ターボ付ディーゼルエンジンを開発し、セレリオに搭載。小型化が難しいディーゼルエンジンでは、ダイハツ・シャレードやフォルクスワーゲン・XL1などの1.0Lを下回る史上最小排気量・気筒数となった。ただしこれは2021年で生産は終了している。

### 米国
米国は新車販売台数では中国に抜かれたが、未だに世界最大の自動車保有国（2010年の保有台数は2億4千万台）である。車社会であり自動車が必需品であり、燃料費高騰には他国同様敏感であるが、他国に比べガソリンが安いためか西欧のディーゼル車、日本のハイブリッドや軽自動車へのシフトのような顕著な動きは出ていない。
北米の都市部で大型車（トラック・バス）の利用がないサービス・ステーションでは軽油を販売しない店舗がほとんどである。
米国では石油が高騰すると大型乗用車やフルサイズピックアップ/SUVなどの大排気量車の販売が一時的に低迷するが、2013年にはフルサイズピックアップが最も売れた自動車となり、ハイブリッド車や小型車の販売は低迷している。
米国ではフォルクスワーゲンがアウディを含めたほぼ全ての車種でディーゼルを提供するなどディーゼル乗用車で先行しており、2013年には販売台数が初めて10万台を超えた。これはフォルクスワーゲンの総販売台数の約4分の1である。米国でもディーゼル車は燃費が良く割高な車体価格の差も1-2年で回収でき、より堅牢に作られていることから長持ちし、中古車価格も同クラスのガソリン車より高いなどの認識も広まりつつある。
2013年の総新車販売の約1 %がディーゼル車と低い比率であるが、欧州メーカーについで米国メーカーによるディーゼル車の投入も予定されており、2017年にはディーゼル車は60車種に達し、2018年には小型乗用車市場ではシェア10 %になるとの予測も出されている。

### 中国
約2千万台と世界最大の自動車市場であるが、2012年のディーゼル乗用車の世界シェアは約1%でしかない。中国では自動車普及率が未だに低く、人口は日本の10倍以上であるが2010年の保有台数は日本とほぼ同じ76百万台であった。今後、自動車市場はさらに拡大していき、新エネルギー車の需要も増え、ディーゼル車も普及していくと考えられている。
なお中国では自動車規格に入らない（自動車として集計されない）耕運機起源のディーゼル機関搭載の「農用車（农用车）」という貨物車輌区分があり、90年代後半には年間約300万台が販売され、保有台数は3000万台を超えていた。2000年代に入り農用車から自動車への買い替えが進んでおり、農用車の販売は200万台まで減少し保有台数も2400万台となった。この2-3百万台という年間販売台数は、ディーゼル車が大きく普及している西欧での販売台数の6-7百万台に比べ無視できない大きな数値となっている。

### 日本
日本では次世代自動車としてハイブリッドやEV、燃料電池車などが注目されており、また燃費を求めて小型車（特に軽自動車）への乗り換えも起きている一方で、ディーゼル車の人気はマツダを除き低い状況にある。
日本におけるディーゼル乗用車の保有台数は1970年代までは極僅かであったが、オイル・ショック後の80年代には乗用車保有台数の1%から90年代初めには約8%まで上昇した。90年代半ばには保有台数が約5百万台でディーゼル車の割合は11%まで上昇したが、排ガスが問題視されたこともあって90年代後半から減少している。ディーゼル乗用車の新車登録は2008年には3000台、2010年は約1万台、2013年には推定8万台となっており、ディーゼル車の比率は微々たるものである。ちなみに2014年10月の時点で日本で販売されていたディーゼル車は国産7車種、輸入車11車種でしか無かった。
小型商用車ではディーゼルの割合は少し高く、約1割がディーゼル車となっている。
いすゞ自動車はかつて乗用車事業を行っていた時代、ディーゼル車を販売の主力としていた。第2次オイルショック後には、国内販売される乗用車の多くにディーゼルエンジンが用意され、新車販売台数のうち5%程度をディーゼル車が占めた時期もあった。しかしながら、その後の需要はバブル期前後にブームとなったRV等に限られ、排気ガス規制の強化（上述）とともに1990年代後半以降には販売が急減した。2002年にいすゞは乗用車の分野から撤退した。
2001年（平成13年）6月、自動車から排出される窒素酸化物の特定地域における総量の削減等に関する特別措置法（改正自動車Nox・PM法）施行
2002年（平成14年）10月、改正自動車Nox・PM法に基づく排出基準に適合しない使用過程車の車種規制開始
2003年（平成15年）5月、日本自動車輸送技術協会に於いて排出基準に適合しない使用過程車を排ガス分析し基準適合を確認。
2007年（平成19年）9月、新長期規制（同）が継続生産車にも適用開始（当初は新規生産車のみが対象）された。それに先立つ同年7月、トヨタ・ランドクルーザープラド（ディーゼル仕様）の販売終了をもって、日本国内で販売される日本車（乗用車）のディーゼル乗用車は消滅した。その後1年あまり、新長期規制に適合したディーゼル乗用車は日本車には存在しておらず、輸入車を含めたすべての乗用車のうち、当時販売されたのはメルセデス・ベンツ・Eクラス 320CDI（新長期規制適合）のみとなり。トヨタ、マツダなど各メーカーが規制に対応したディーゼル乗用車の開発を進めている状況であった。
2008年（平成20年）9月4日、日産自動車が、新長期規制を飛び越し、ポスト新長期規制をもクリアするエクストレイルのクリーンディーゼル車（日本仕様）を発表。同月18日より発売開始し、日本のディーゼル乗用車は復活を遂げた。これに用いられたエンジンは、ルノー製のM9R型を日本市場に対応させたものである（2015年2月に販売終了）。
2008年（平成20年）10月1日、三菱自動車は現行の新長期規制に対応したディーゼルエンジンのパジェロを発売した（令和元年9月に販売終了）。
2012年2月、マツダは、後処理装置を使用せず、ポスト新長期規制に適合できるエンジン、SKYACTIV-Dを搭載したCX-5を発売し、以降も幅広くラインナップした。2014年9月、マツダ・SKYACTIV-D搭載車が国内販売累計10万台を達成。2019年には50万台を突破した。
2019年に三菱はエクリプスクロスにディーゼルエンジン搭載車を設定したが、認知不足もあり販売は低迷。その後、2020年12月のPHEV車の追加と同時に廃止された。
2022年にマツダはCX-60にディーゼルの直列6気筒を新開発した。乗用車用の国産の直列6気筒としては、2007年にトヨタが生産終了して以来の復活となる。
一方、2024年には1500cc級ディーゼルエンジンの国内販売終了を発表。販売台数が少なく同年10月から課される新たな排ガス規制に対応すると採算が合わないと判断したことによるもの。なお、タイでは現地の規制に対応できるとして生産を続ける。

### 韓国
韓国では、近年、ディーゼル自動車の人気が高まっており、2013年の新車登録数では、全体の43.5%をディーゼル自動車が占めて最多となっている。韓国の輸入車市場でも、その傾向があり、ディーゼル自動車を前面に出したドイツの自動車メーカーは韓国でのシェアを大きく伸ばす一方、ディーゼル自動車をあまり投入していない日本メーカーはシェアを落としつつある。
しかし、前述のフォルクスワーゲン製ディーゼル車の一部車種で、排出ガス量がごまかされていた問題が発覚した後、韓国でのディーゼル車両の人気は下がっており、2017年7月の新車販売台数では、ガソリン車がディーゼル車を上回った。また、ハイブリッドカーを得意とする日本車も、韓国市場でのシェアを伸ばしている。

## スポーツ用ディーゼル
ディーゼルエンジンは低回転域から発生する豊かなトルクと、それを活かした低回転域での長距離巡航によって抜群の燃費を実現できる反面、最高出力やレスポンス、重量など運動性能で劣る点が多いため、競技で活躍できるフィールドは限られる。

### 市販スポーツカー

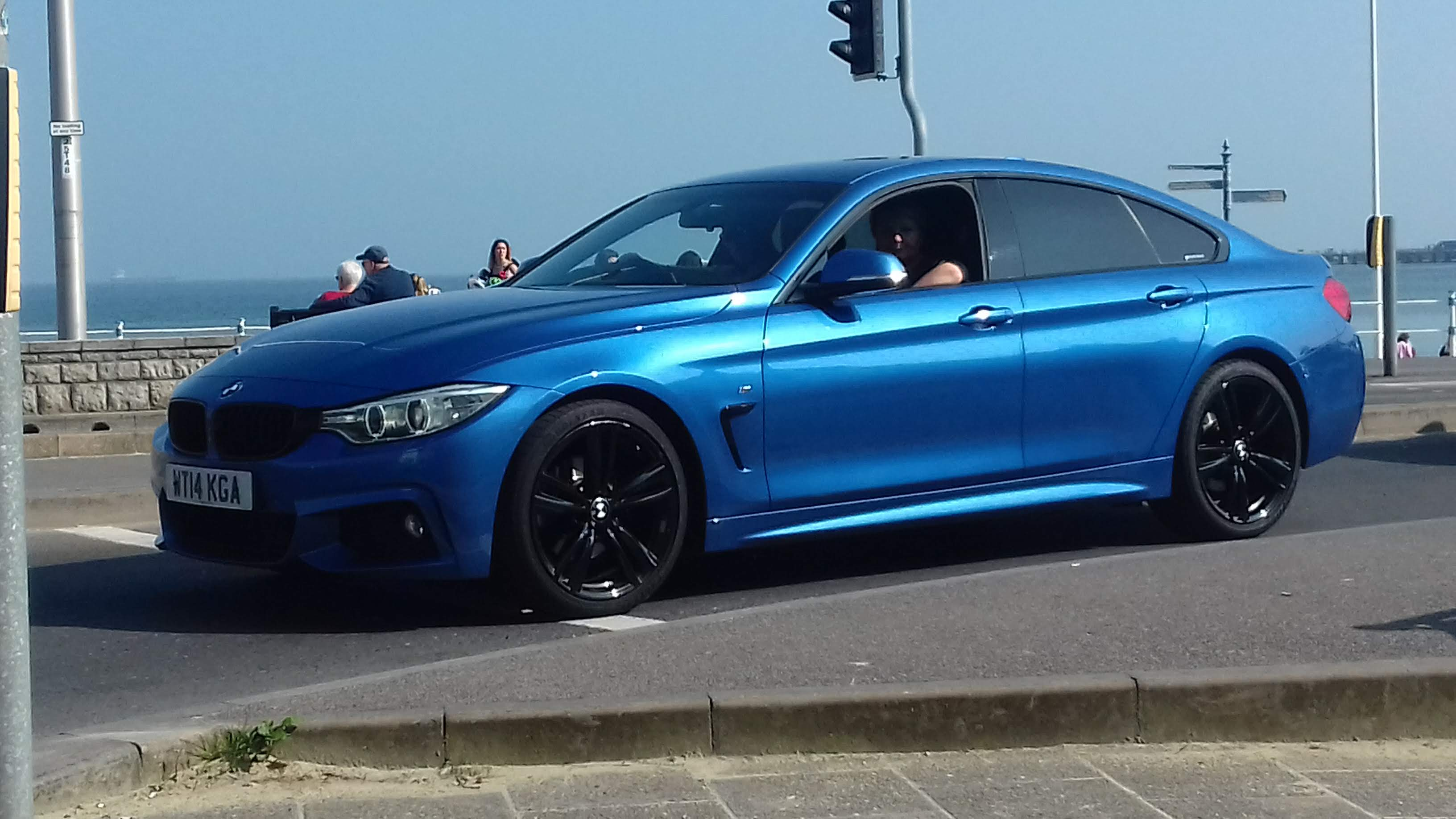
BMW・420D グランクーペ

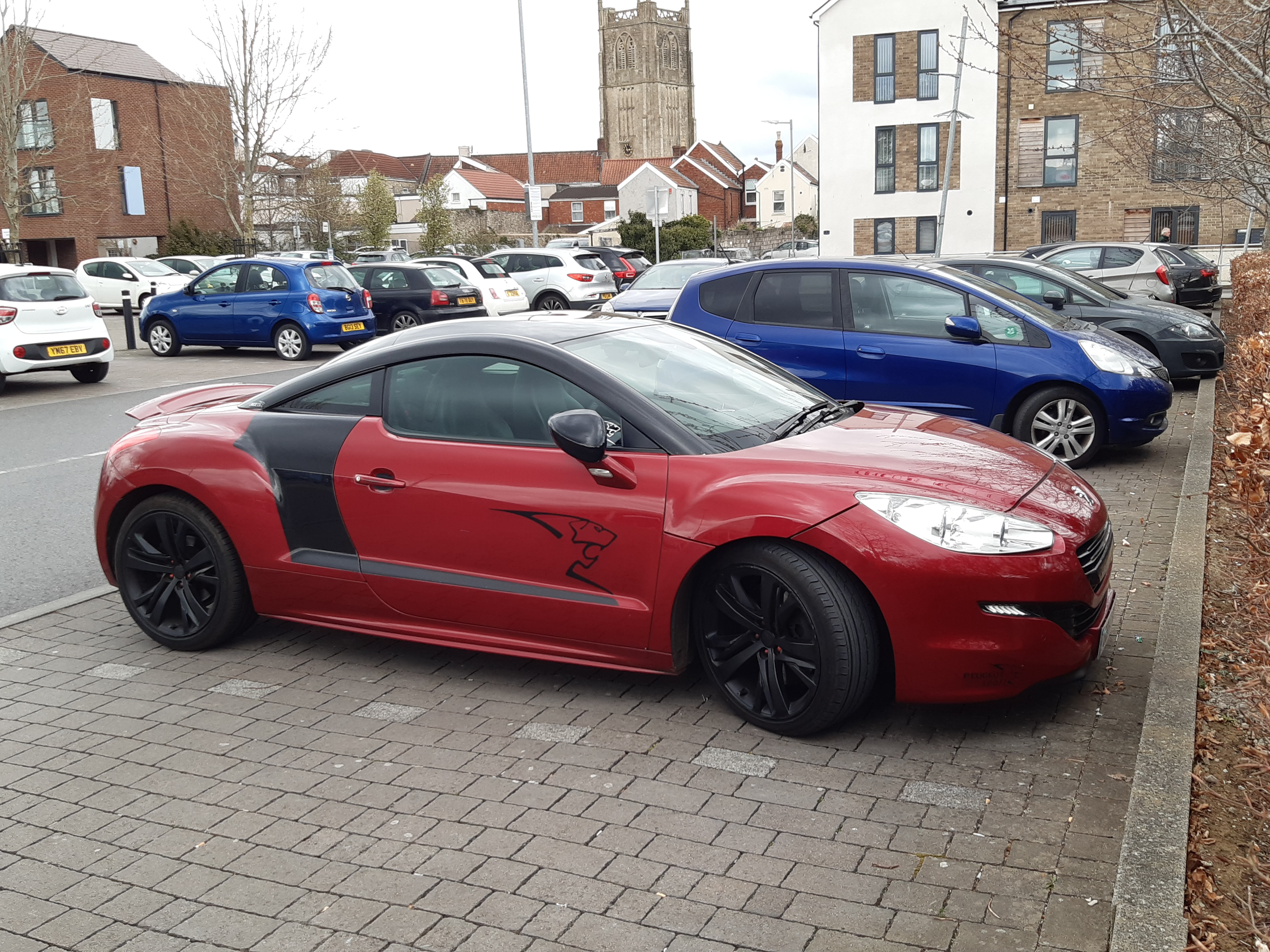
プジョー・RCZ

市販車では欧州車を中心にグランツーリスモ的な性格でスポーティな風味の、比較的大型のセダン・クーペ・SUVに採用されることが多いが、2座席もしくは2+2座席の純粋なスポーツカーでは官能性（主に高回転域の車速の伸びやフィーリング）の問題から、ディーゼルエンジンの採用は極めて少ない。
その稀少な例のうち最も有名なのはプジョー・RCZで、2.0リッター直列4気筒ディーゼルターボが設定されていた。フォルクスワーゲンは2011年に、XL1というディーゼルエンジンとプラグインハイブリッドを組み合わせた2座席クーペを250台限定で生産したが、これは運転を楽しむためではなく、燃費記録を当時の技術で最大限に追求した結果のクーペスタイルであった。その燃費は0.9L/100km（111.1km/L）にも達した。
アウディはル・マン24時間のイメージを投影してR8にディーゼルV型12気筒を搭載したコンセプトカーを発表したり、初代トヨタ・86/スバル・BRZにもディーゼルエンジンを搭載する初期構想があったと明かされていたりしているが、いずれも発売には至っていない。
少量生産のメーカーでは、英国のトライデント社が「イケニ」というV8ディーゼルのスーパーカーを2014年に発売している。

### サーキット
初めての大舞台での登場は1931年のインディ500で、当時ヨット用ディーゼルで成功していたカミンズが85馬力の、船舶用361立法インチ（5.9リッター）4気筒自然吸気ディーゼルを搭載した「カミンズ・ディーゼル・スペシャル」を投入した。燃費の良さを活かして一度もピットストップせずに完走を果たすというインディ500史上唯一の快挙を達成した。しかしエンジン重量は726kg、マシン総重量1537kgという凄まじい重さであり、最高速は時速100〜110マイルがライバルの平均の中でこのマシンは96.7マイルしか出ず、予選最下位・決勝13位で終わっている。1934年にはルーツ型スーパーチャージャーを装備の上、4ストローク仕様と2ストローク仕様の2台体制で挑戦。前者は予選22位で決勝はトルクにトランスミッションが耐えられずリタイア、後者は予選29位で決勝は200周を走りきったマシンの内最下位となる12位で完走した。
1949年のル・マン24時間にデレトレス兄弟がGMCのトラックのものを流用し、初めてディーゼル（4.4リッター直列6気筒、70馬力）で参戦したが、123周目に燃料の詰まりが原因でガス欠、エンストを起こした。スターターモーターを駆使してなんとか再スタートしてピットに戻るが、この間にバッテリーが切れて結局完走には至らなかった。
1950年にカミンズ・ディーゼル・スペシャルがインディ500に再登場。緑色のマシンは「グリーン・ホーネット」とあだ名された。4ストロークディーゼルならばガソリンの倍の大きさにできるという規則を利用し、6.6リッター直列6気筒+ルーツ型スーパーチャージャーで公称380馬力を発生。エンジン重量は390kgにまで抑えられた。しかし予選は下から2番目、決勝では52周でエンジンとスーパーチャージャーのトラブルでリタイアした。
その後カミンズ兄弟が開発支援に加わり、スーパーチャージャーに代わりインディ500史上初のターボチャージャーを投入したり、これまた初の風洞実験を行うなどの本格的な改良を重ねた。リベンジとなった1952年は打って変わってコースレコードとなる139.104マイルを記録し、ポールポジションを獲得している。しかしトルクに加えて相変わらず重量も凄まじい（1,406kg）ためタイヤへの負担が大きく、タイムアタック後に左2本はほぼ千切れていたという。決勝は無給油でも行けたが、タイヤ交換のためにあえて燃料タンクを軽くしピットストップする作戦を取った。酷いターボラグに悩まされスタートは出遅れ8位に下げたが、その後5位まで上げた。しかし70周でターボから黒煙が上がり、リタイアとなった。原因はターボチャージャーの位置が悪く（深く考えずにフロントグリルの奥の下部に設置したという）、タイヤカスを取り込んで塞がってしまったことであった。ディーゼル車のインディ500参戦はこれが最後となっているが、一部車両は現在も動態保存されている。

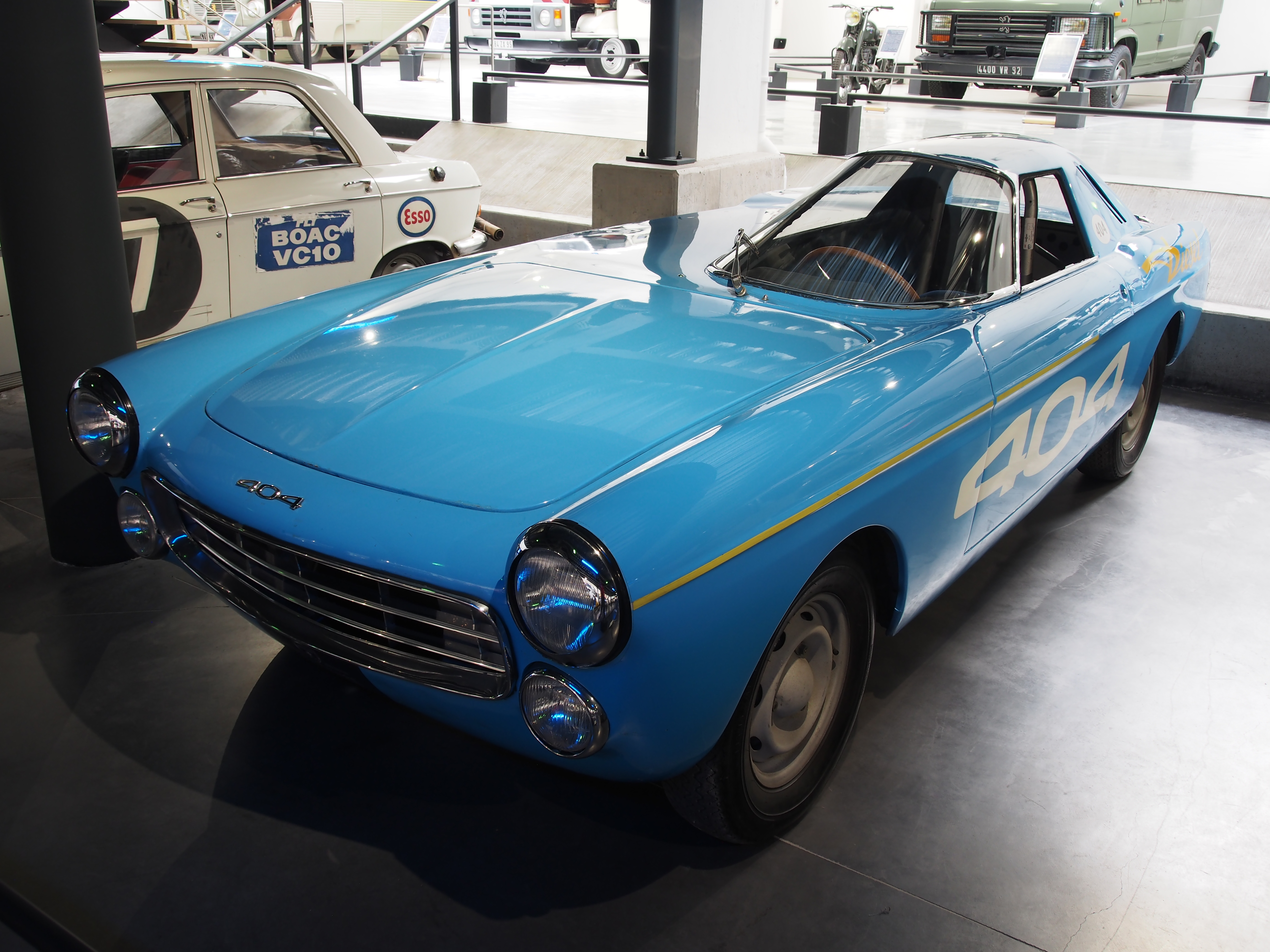
記録挑戦のためのプジョー・404

1962年にプジョーはピニンファリーナに委託し、404のコンバーチブルモデルをベースとした、奇妙な形状のシングルシーターを製作。これはディーゼルが耐久性と経済性のみならず、高速性能にも優れることを世に知らしめるための車両であった。最初に大型車用2.2リッターディーゼルを載せてモンテリ・レーストラックで31時間・5,000kmを走行し、平均速度160km/hを達成した。その2週間後には市販の404にも搭載している2.0リッターディーゼルに換装して、平均53秒のピットインを27回こなして72時間・11,627kmを走破。全開走行ゆえに燃費は8.3km/L程度だったが、平均速度は161km/hを超えた。この二回の挑戦で塗り替えた記録は40個にも達したとされる。
市販乗用車にディーゼルが広く普及し始めた1970年代に、ツーリングカーレースでの使用が見られ始めるようになった。1978年にニュルブルクリンク24時間レースにディーゼルのフォルクスワーゲン・ゴルフを持ち込んだプライベーターのチーム代表は、「耐久レースはディーゼル車にとって有益な応用分野」であり、「主催者と競技者は今後このことを考慮する必要がある」と語った。

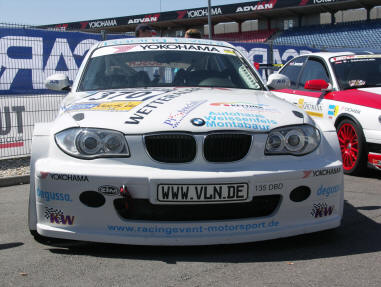
ニュル耐久シリーズのBMW・135D

90年代には過給器との組み合わせによりディーゼルが次世代環境技術として注目され始め、スパ・フランコルシャン24時間では「エコテック」クラスが創設され、フォルクスワーゲン・ゴルフやルノー・メガーヌ、BMW・3シリーズなどのディーゼル車両が参戦した。特にフォルクスワーゲンとBMWはワークス体制を敷いており、1997年には3-4位をディーゼル車が占めた。
1998年にはBMW・320Dが、当時スーパーツーリング規定がメインだったニュルブルクリンク24時間に参戦。2.0リッター直列4気筒で200馬力/400Nmという、トルク豊かだが出力不足なスペックを補うため、燃費の良さを活かしたピット戦略を駆使。ハイギアード志向なドライビングと併せ、4時間に1度という圧倒的な給油の少なさで開始6時間には1-2体制を築いた。1台は35周でリタイアしたが、もう1台は2位に実に6周差を付けてディーゼル車初の総合優勝を収めた。翌年以降はスーパーツーリング規定の終焉でGTカーの時代となり、さすがに総合優勝は争えなくなったが、2006年にBMW・120Dが同じ戦略で総合5位の好成績を収めている。

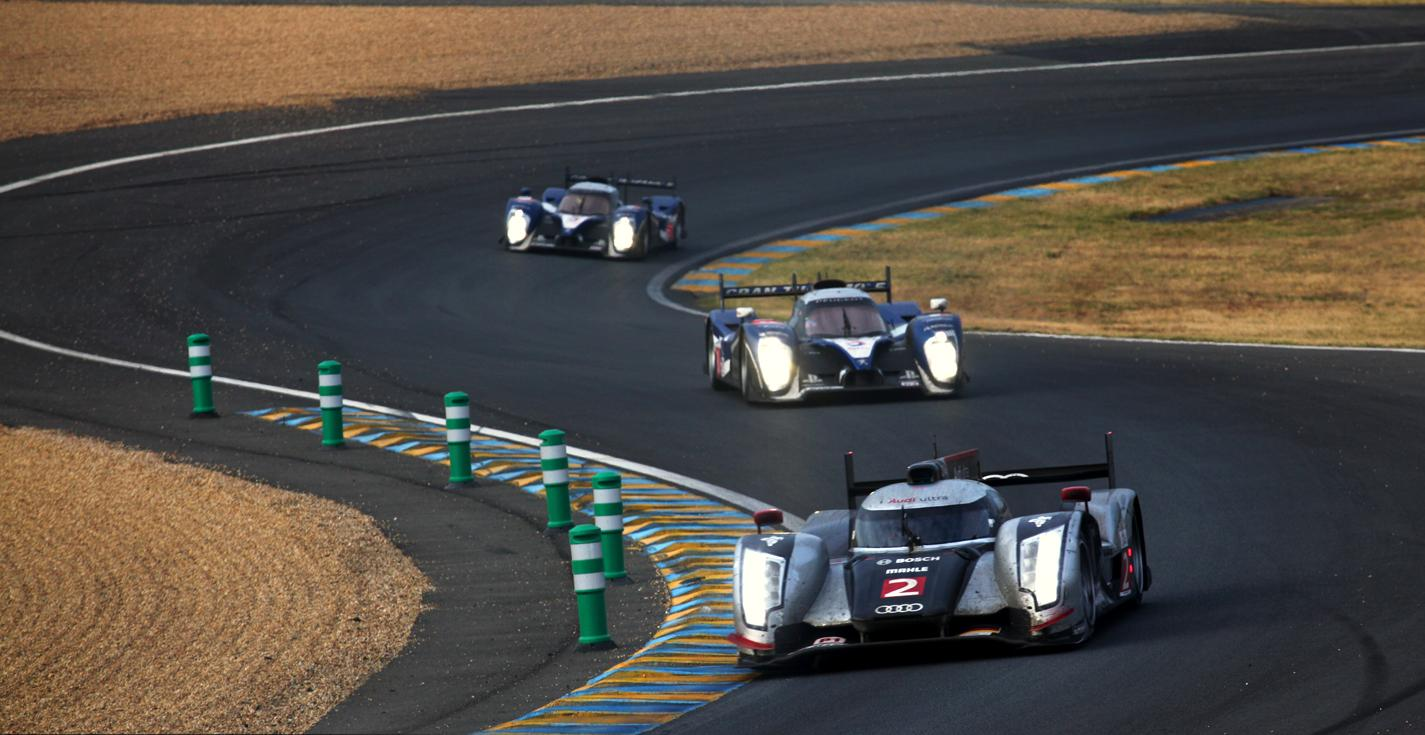
2011年アウディ・R15 TDI（手前）vsプジョー・908（後方2台）

00年代半ば〜2010年代半ばになると、市販車市場におけるディーゼルの流行に反応し、レース運営もメーカーを呼び込むためにディーゼル規定を策定・大幅に緩和したお陰で、いくつかディーゼルレーシングカーが登場した。2006年にアウディ・R10 TDIがル・マン24時間レースに出場。1100Nmものトルクと、それに耐えた上でレーシングカーに載せられるだけのサイズのトランスミッションを兼ね備えたこのマシンは、ディーゼル車の初優勝を記録した。
これにプジョーもディーゼルのプジョー・908 HDi FAPで立ち向かい、2014年まで9年連続でル・マン勝者はディーゼル車という時代を築いた。特に2008年ル・マンでは、トップ6を両メーカーのディーゼル車が占めた。両メーカーとも馬力をガソリン車のレベルにまで引き上げるため排気量を規則上限の5.5リッターまで拡大し、各気筒の負荷も軽くするためにV型12気筒にまで多気筒化し、後で徐々に気筒数を減らすような進化を遂げた。また2006〜2011年の間に、気筒あたりの公称馬力はアウディの場合で54→90と実に1.66倍にまで進歩した。

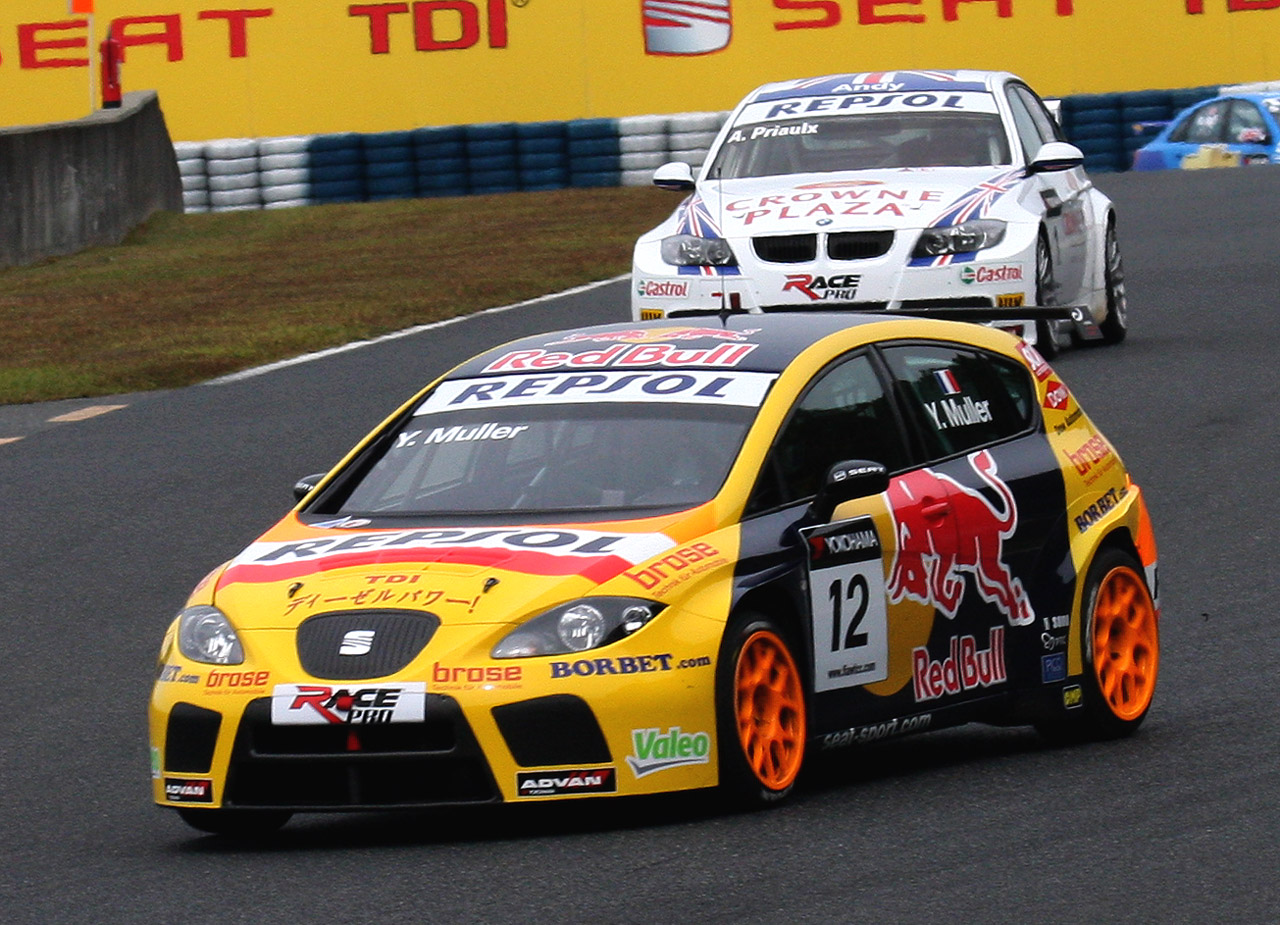
2008年WTCCジャパンのセアト・レオンTDI。ボンネットに「ディーゼルパワー！」と書かれている。

2007〜2011年までのWTCC（世界ツーリングカー選手権）でもスーパー2000の姉妹規定としてディーゼル2000が施行された。最大出力はガソリンと同程度でトルクは100Nm以上勝るが、最低重量は30kg重く設定された。元々前輪駆動の上に重いディーゼルと過給器・インタークーラー類を載せるため、さらにフロントヘビーになってしまうことで活躍を疑問視されたが、フォルクスワーゲン・ゴルフの兄弟車がベースのセアト・レオン TDIが、2008〜2009年とドライバー/マニュファクチャラー双方で2連覇を達成している。FIA世界選手権でディーゼルがタイトルを獲得した初の事例であった。なおディーゼルを採用したのは商業的理由以外にも、レオンは元々直線速度が弱点だったため、これを解決する意味もあったとされる。このレオンはBTCC（イギリスツーリングカー選手権）でも活躍した。

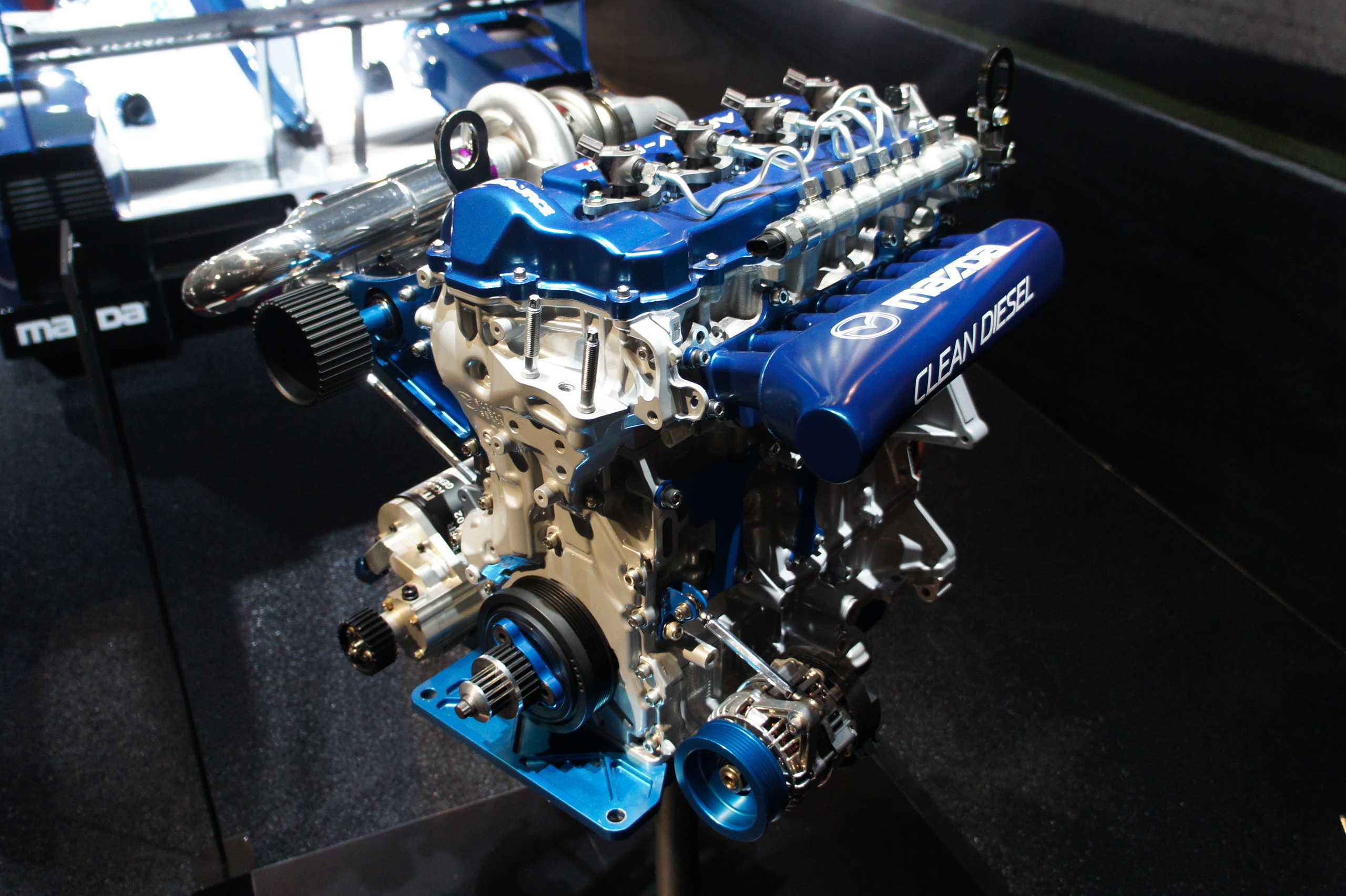
MAZDA6とLMP2に搭載された、マツダのレーシングディーゼル

またマツダも2013年にロレックス・スポーツカー・シリーズ（グランダム）にディーゼルのMAZDA6で参戦し、GXクラスの年間タイトルを獲得する活躍を見せた。
しかしこれほどの栄華を誇っていたにもかかわらず、ディーゼル車は2010年前後にはすでにエントラントたちの人気を失いつつあった。ニュル24時間では2009年からディーゼル車専用のD1T〜D4Tクラスを導入したが、すぐに台数不足でクラスが成立しなくなり、2014年以降はAT（代替エネルギー）車クラスに吸収されている。
WTCCではセアト以外にディーゼルを投入するメーカーはいなかった上に、ガソリンとの技術的均衡を保つのが難しく、毎戦のように規則のバランスを巡って侃々諤々の議論が繰り返された。セアトが2009年に経営見直しのためワークス撤退した後の2013年からディーゼル2000は廃止され、ガソリンのダウンサイジングターボ規定へと移行した。
またル・マンでもアウディとプジョー以外にディーゼルで参入するメーカーは無く、プライベーターでも両メーカーに先立って2004年にローラ・B2K/10で試みはされるが、トランスミッションがディーゼルのトルクに耐えられなかった。メーカー参入の誘因と同時に障壁にもなっていたディーゼルは年々規制が強化されていった。
経営難のプジョーは2011年までで撤退。そして2012年WEC（世界耐久選手権）の発足に伴い、ハイブリッド規定が導入されて以降、バッテリーを大きくしやすい軽量なガソリン勢に押されるようになり、アウディは徐々に覇権を失っていった。マツダはグランダムが消滅した2014年からプロトタイプクラスに転身し、LMP2車両にディーゼルを搭載してIMSAに参戦するが、テールエンダーが定位置であった。2016年に北米マツダは、ディーゼルが禁止となる新DPi規定を見越してガソリンターボへ変更し、同年末にアウディはル・マンから撤退。こうしてディーゼルはサーキットの大舞台から姿を消した。
2023年現在はWECもIMSAもディーゼルは禁止されている。ツーリングカーのTCRやニュル24時間の代替エネルギー車クラスでは認可されているものの、前者は実際にディーゼルで公認を取得した車両はなく、後者も2010年代後半からディーゼルでエントリーするチームが無くなっている。唯一、スーパー耐久の試験車クラスでマツダがバイオディーゼル車両の開発のために走らせている程度に留まっている。

### ラリーレイド

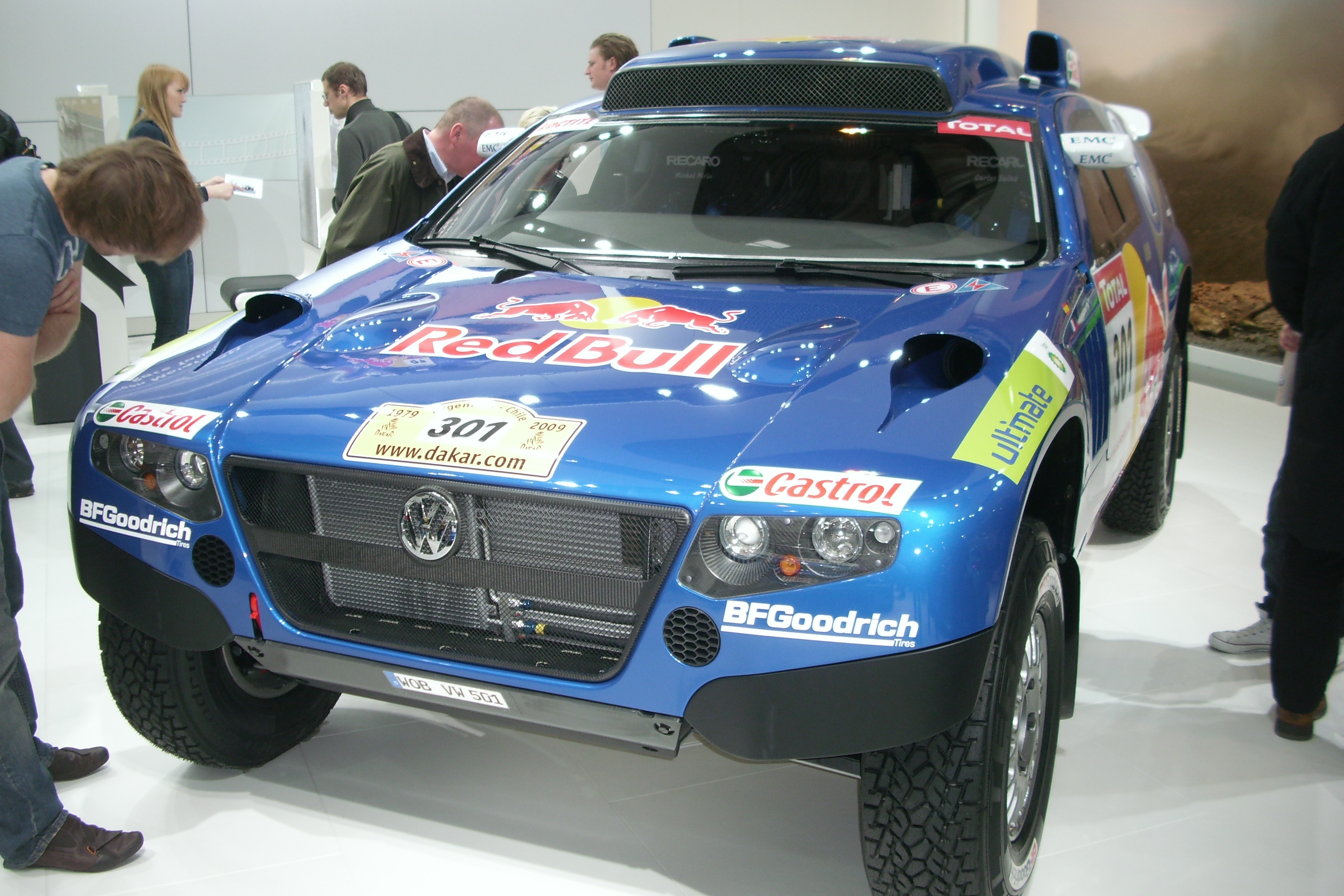
フォルクスワーゲン・レーストゥアレグ

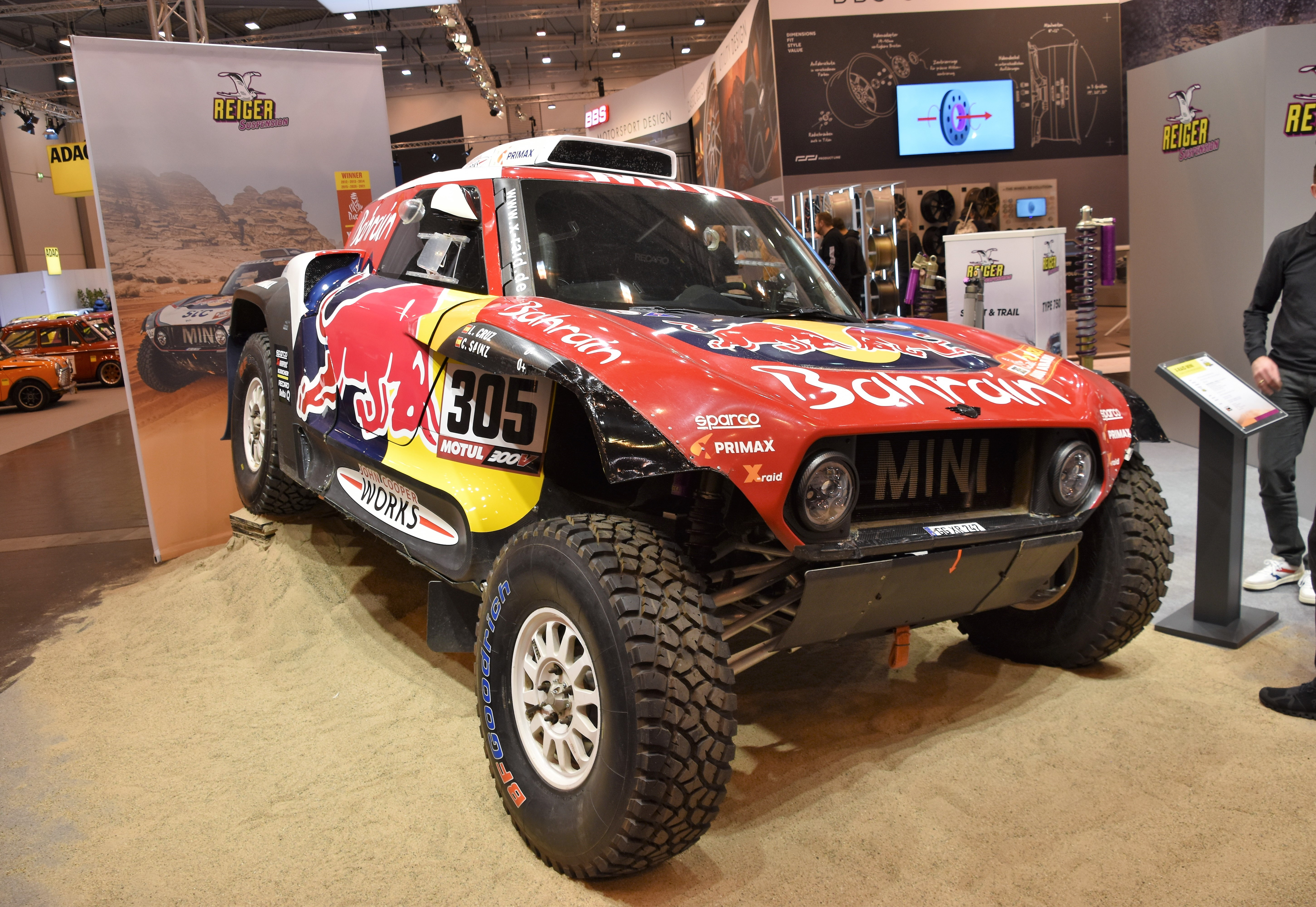
MINI・ジョン・クーパー・ワークス・バギー

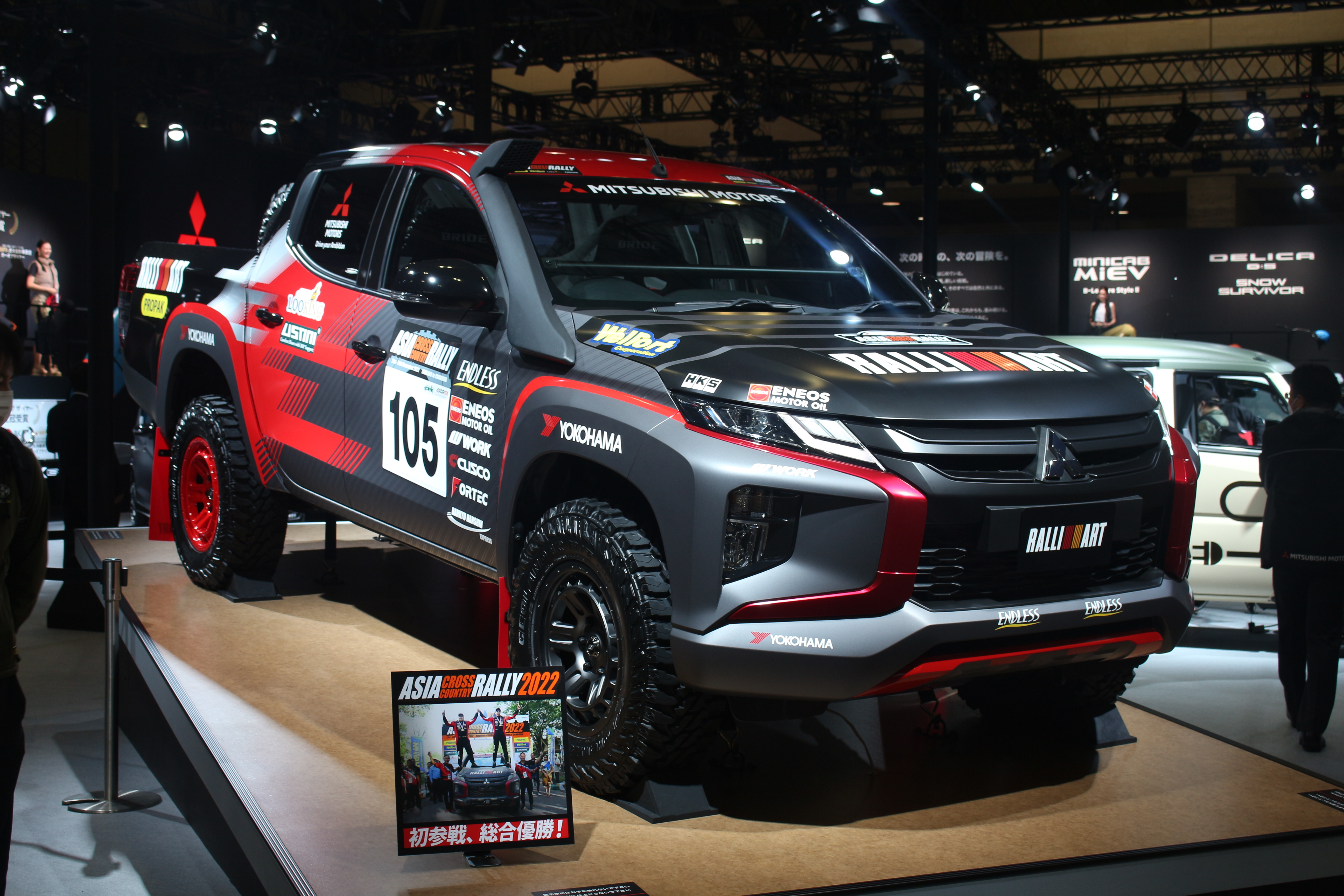
AXCRの三菱・トライトン

ダカール・ラリーの四輪部門のプロトタイプクラスでは、97年に過給器付きガソリンエンジンが禁止されて以降、ディーゼルターボの採用が増加した。クロスカントリーカーはもともとの車重が重いことや、急坂の多い砂丘では低回転域で豊かなトルクが発生する特性が有利となること、同じ理由からシフト回数が少なくなること、低燃費ゆえ燃料タンクを軽量にできること、さらに標高数千m級の高地でも自然吸気のような出力減少に悩まされない。ことなどからディーゼルターボが適していると考えられるようになった。
これによりフォルクスワーゲン/セアト、X-raid（BMW/MINI）、フィアット、プジョーといった、サーキットでもディーゼルで活躍したブランドやそのグループ企業が新規参入し、三菱自動車も2008年にパジェロからレーシングランサーへ切り替えた際にディーゼルへ移行した。また独立系でもシュレッサーやSMG、ドスード、マクレー、ボウラーなどディーゼルを用いるチームは多数存在した。2003年〜2004年にかけてX-raid BMWがディーゼル車として初めてステージ勝利と表彰台を獲得し、2009年にはフォルクスワーゲン・レーストゥアレグがディーゼル車として総合優勝を達成。その後2021年までの12年間で、ガソリン車が優勝できたのは1度のみであった。
またレーストゥアレグは2007年のバハ500で、一度も給油せず走り切るという快挙を達成している。
しかしディーゼルエンジンは威力を最大限に引き出すための開発・運用のコストが高く、信頼性を確保するためにも2〜3ステージごとにインジェクターをオーバーホールしなければならないなど金が相当にかかるものだった。そのためプライベーターはもちろんワークスでも三菱、日産、トヨタ、フォード、ルノー/ダチア、双竜自動車のようにあえて低コストで信頼性を確保しやすく、最大トルク自体はディーゼルに劣らず、高回転域と最高速度で勝負できる特性の、大排気量ガソリン自然吸気エンジンで挑むチームは多かった。これで三菱は2007年までフォルクスワーゲンの挑戦を退け続けて空前絶後のダカール7連覇を達成し、トヨタは2019年にX-raidを破ってダカール初優勝を飾った。
規則がディーゼルに有利すぎるという声も00年代半ばから上がり続け、2010年頃には均衡にむけて吸気リストリクターの調整がされるようになった。しかしディーゼルターボの特性は3,000〜5,000m級の高地ステージが存在した南米開催時代（2009〜2019年）の環境に完全にマッチしていたこと、2016〜2021年は強力な戦闘力を発揮していた二輪駆動勢がディーゼルエンジンを選択していたこともあり、見かけの実力差はなかなか埋まらなかった。
吸気リストリクターを巡る幾度もの議論から、均衡をしやすくするためにディーゼルを禁止し、過給付きガソリンエンジンのみとする規則も検討された。最終的にはディーゼルは維持されたが、開催地がサウジアラビアに移転した後の2021年に過給器付きガソリンが解禁され、2022年導入のグループT1+規定ではディーゼルの方が最低重量が40kg重く設定された。こうした動きから現在ではガソリンターボの方が主流となり始め、ディーゼルは主要チームではX-raidと北京汽車が用いる程度となっている。
北米のSCORE（バハ1000など）のトロフィー・トラックでもディーゼルターボの使用は可能だが、2008年にフォルクスワーゲンがル・マンのアウディのV12エンジンを載せて持ち込んだ以外は、限られた数のプライベーターが使用している程度である。北米の英雄ロビー・ゴードンがダカールでSCORE車両として戦った二輪駆動のハマー・H3もガソリン自然吸気であった。
市販車クラスでは古くから現在まで、メーカー問わずディーゼル車両がよく使用されている。ダカールではトヨタ車体のTLC（チームランドクルーザー）が、1995年から現在まで一貫してディーゼルエンジンのランドクルーザーで参戦している。またプロトタイプ車両が参戦できないアジアクロスカントリーラリー（AXCR）では、日本製（いすゞ、三菱、トヨタ）のピックアップトラックたちが今もディーゼルで戦っている。

### その他

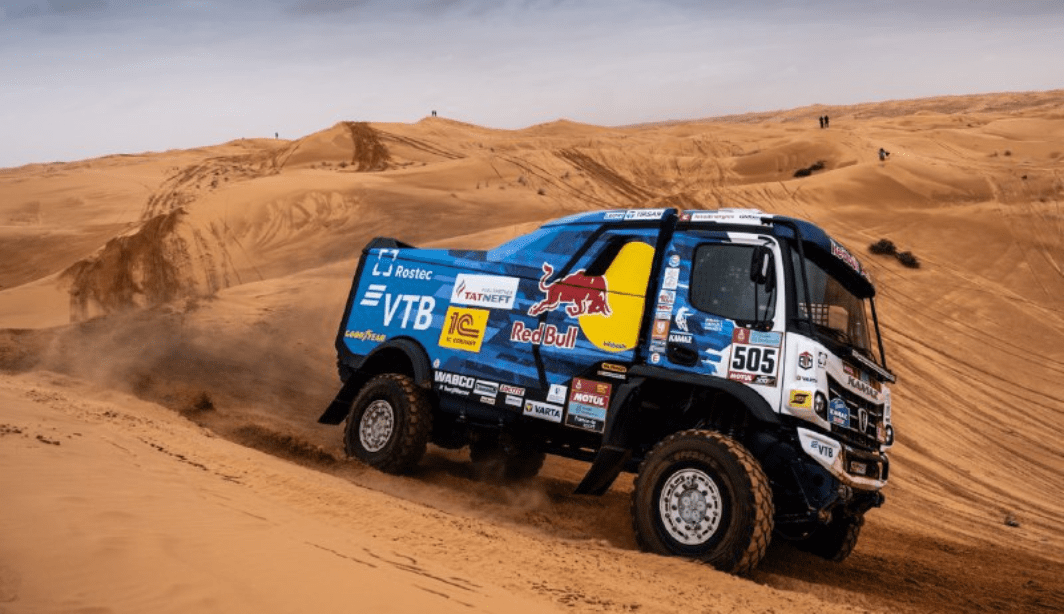
砂漠を疾走するカマズ・マスター

- フォーミュラ・トラックやラリーレイドなど、商用トラックを用いる競技・部門は古くからディーゼルエンジンほぼ一択である。

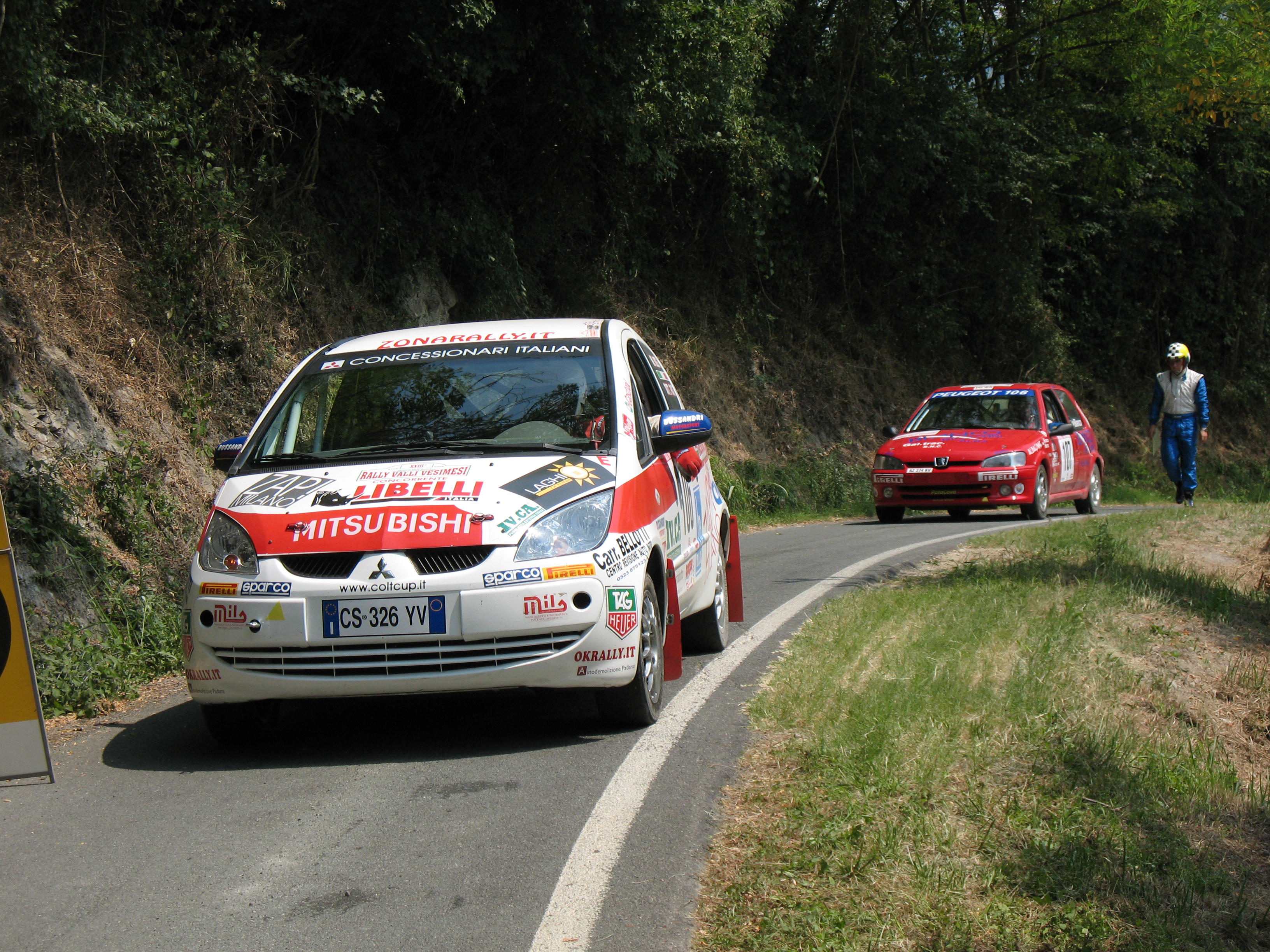
イタリアのローカルラリーに参戦するディーゼルの三菱・コルト

- ラリーでは1933年に4気筒自然吸気ディーゼルを搭載したベントレーがモンテカルロに登場。英国車の中では最上位となる総合5位で終えた。また1970年代にはモンテカルロにフォルクスワーゲン・ゴルフやシトロエン・CXのディーゼル仕様車がエントリーした。しかし競技の主役とはなれず、以降はローカルラリーでたまに見られる程度となった。2010年代にはグループRの二輪駆動車規定の一つであるR3に、ディーゼルエンジンの「R3D」が制定された。しかし公認を取得したのはフィアット・グランデ プントだけで、目立った活躍も無いまま2020年前後のラリーピラミッドの再編纂とともに削除されている。

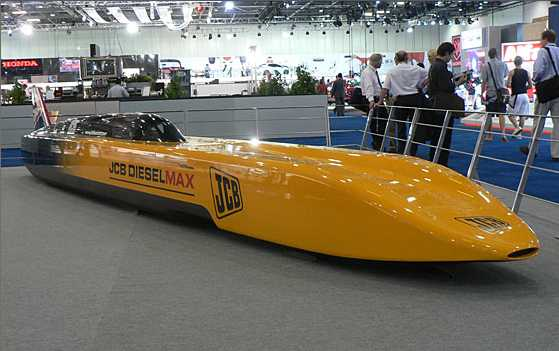
500km/h以上を叩き出したディーゼルマックス

- ドラッグレースでは重量級マシンによるディーゼル専門のカテゴリもあるものの、基本的には少数派である。トリプルターボの7.6リッター直列6気筒で3000馬力のドラッグスターも存在するが、1/4マイルのタイムは6秒程度である（4〜5秒が多いドラッグスターでは速いとは言えない）[105]。
- ディーゼルエンジン車の地上最速記録は、2006年に英国の建設機械製造会社JCBが開発した、ディーゼルマックスである。8.9mの全長に、750馬力のパワーショベル用ディーゼル2基を搭載した四輪駆動車で、1973年のレコードを150km/hも更新し、526.027km/h（往復路の平均。復路のみでは533.342km/h）という新記録を打ち立てた[106]。
- ディーゼルエンジンは廃油から精製したバイオ燃料を採用しやすく、したがって環境アピールもしやすいため、上記のうち00年代からのマシンでバイオ燃料を採用するディーゼルエンジン車両は多かった。また2023年ダカールでは、軽油と水素を混ぜた燃料のトラックも登場した。ただしバイオ燃料はガソリンのレーシングカーにも普及してきたため、このメリットは今では減じている。

## 製造者
一覧は「ディーゼルエンジン」参照